# 香港中文大學衝突
香港中文大學衝突，又稱中大之圍（英語：Siege of the Chinese University of Hong Kong）、中大鎮壓衝突、中大警民衝突、中大保衛戰、二號橋保衛戰、中大攻防戰、中大之戰、中大暴亂，是2019年11月周梓樂墮樓事件及西灣河示威者被近距離實彈射傷後爆發的警民衝突。作為「黎明行動」的一部分，有中文大學學生及外來的示威者聯合發動「二號橋行動」投擲雜物到東鐵綫路軌和吐露港公路上以堵塞道路促成全民罷工，及後包括防暴警察在內的大批香港警察到場後與示威者在二號橋上爆發嚴重衝突。警方燒槍逾千響，共發射逾2,000枚催淚彈及橡膠子彈，以及出動水炮車等武器攻擊示威者，示威者則用汽油彈、磚石、投石機及弓箭等武器還擊，衝突期間多名示威者被捕，雙方无人死亡。

## 背景

### 運動背景
2019年11月4日周梓樂墮樓，延至11月8日不治離世，觸發黎明行動。

### 二號橋地理位置
二號橋是中文大學行車出入口之一，連接中文大學崇基學院辮子路及科學園，橫跨港鐵東鐵綫及吐露港公路，因此是防守中文大學的要衝之一。若據二號橋，可以控制人車進出科學園，以至控制東鐵綫及9號幹線的交通。

## 經過

### 11月11日 黎明行動

#### 示威者堵塞交通
為配合「黎明行動」，有示威者在11月11日早上6時半左右發動「二號橋行動」，突襲校園內橫越東鐵綫路軌的二號橋，投擲單車等雜物到路軌上，最終令東鐵綫火炭至羅湖及落馬洲路段於頭班車開出後不足半小時完全停駛。約7時正，有示威者搬鐵馬到大埔公路近「四條柱」校門。至近8時，赤泥坪、四條柱、崇基門等地都有路障，阻礙大埔公路的交通。其後警方清理路障，交通回復正常。
上午7時35分左右，二號橋開始出現警民對峙，有示威者與速龍小隊對峙，但未有衝突。15分鐘後，示威者呼求增援。

#### 警民多處衝突

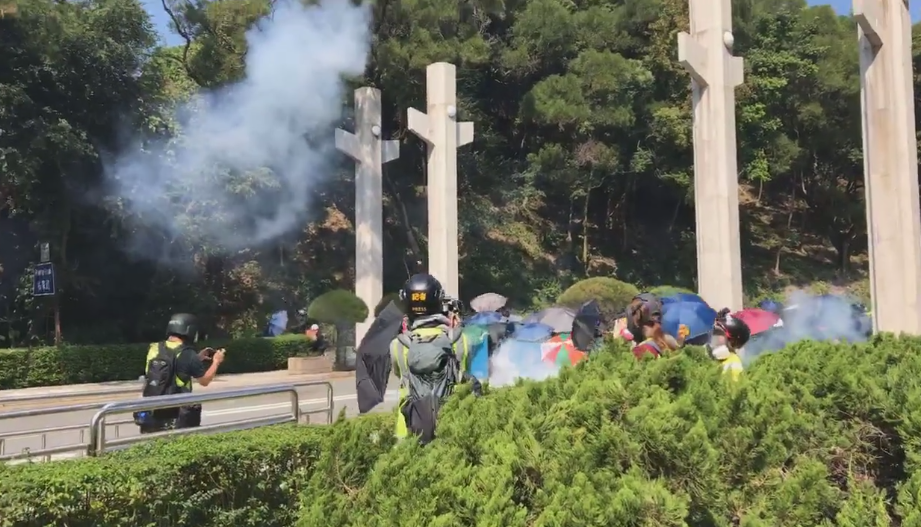
早上11時55分，崇基門和四條柱附近的學生和示威者先後向警方推進，遭到警方發射多枚催淚彈、布袋彈和橡膠子彈驅散，示威者以傘陣抵擋

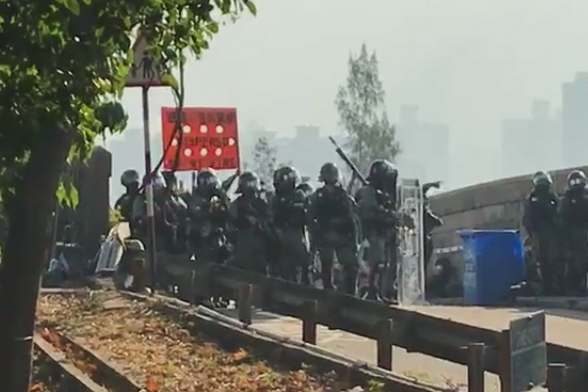
二號橋警方繼續駐守期間，多次舉起橙旗威脅開槍

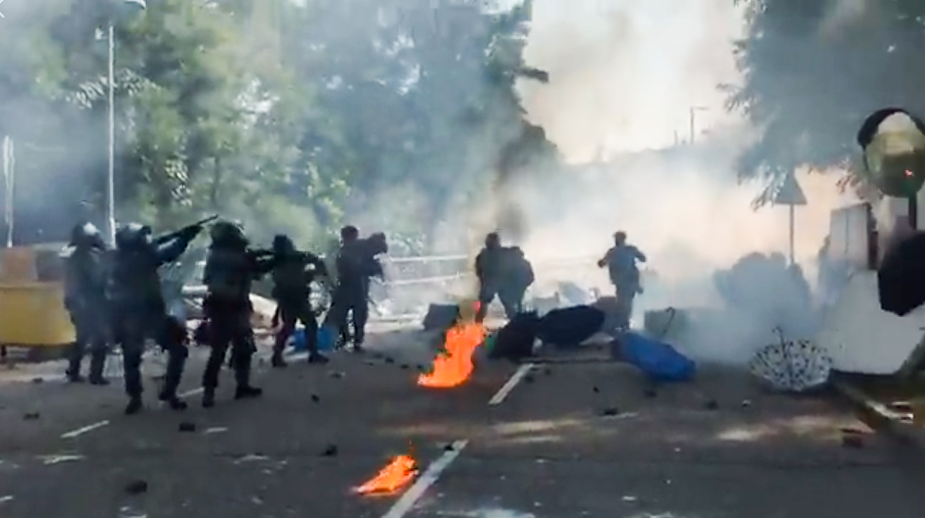
下午1時過後，警方衝入環迴東路發射催淚彈和橡膠子彈，並制服5人

早上8時，二號橋附近的防暴警察發射胡椒球彈，影響教職員和示威者。示威者以燃燒彈報復，遭到警方發射十數枚催淚彈驅散，並多次向示威者方向擎槍。中文大學宣佈停課。9時，警方向校園範圍發射橡膠子彈和海綿彈。及後兩小時，警方不斷增援，又多次舉起橙旗威脅開槍，示威者則投擲燃燒彈，雙方關係緊張。上午11時，衝突復始，警方多次發射防暴子彈。期間大學站路軌起火，冒出煙霧。
二號橋警方繼續駐守期間，中文大學的西部出現另外一個戰場。早上11時55分，崇基門和四條柱附近的學生和示威者先後向警方推進，遭到警方發射多枚催淚彈、布袋彈和橡膠子彈驅散，示威者以傘陣抵擋。至中午12時左右，該處警員撤走。有學生再次在崇基門附近的大埔公路設置路障，其後被清理。
下午1時過後，警方在二號橋重新發動攻勢，發射催淚彈和橡膠子彈。期間有示威者中彈，有義務急救員治理。半小時後，警方首次舉起藍旗，宣布中大校園範圍內的聚集人士參與非法集結。中大學生則指警方違反《香港中文大學條例 （页面存档备份，存于）》，要求警方立即離開，否則武力驅散。防暴警發射催淚彈期間，勸喻現場人士勿擲汽油彈，惟現場人士仍不停投擲汽油彈，甚至以弓箭攻擊警方。有警員於現場直呼「大進帳」。經過多次衝突後，警方在下午2時25分左右衝入環迴東路，制服5人。3時，立法會議員鄺俊宇抵達衝突現場。其後二號橋和環迴東路交界，示威者與防暴警對峙。隨後數名示威者被捕，一名被捕者不合作，被警察以武力拘捕。

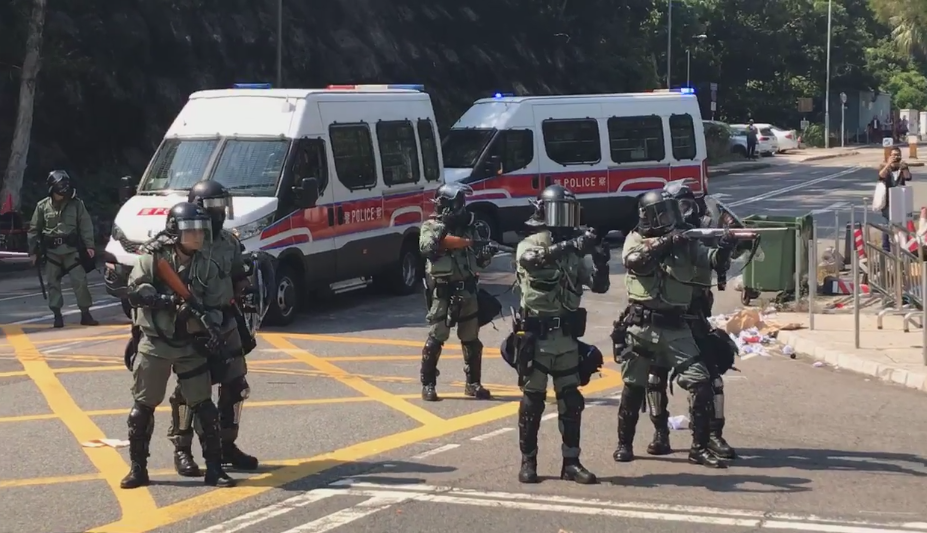
防暴警員在大埔公路舉槍發射催淚彈
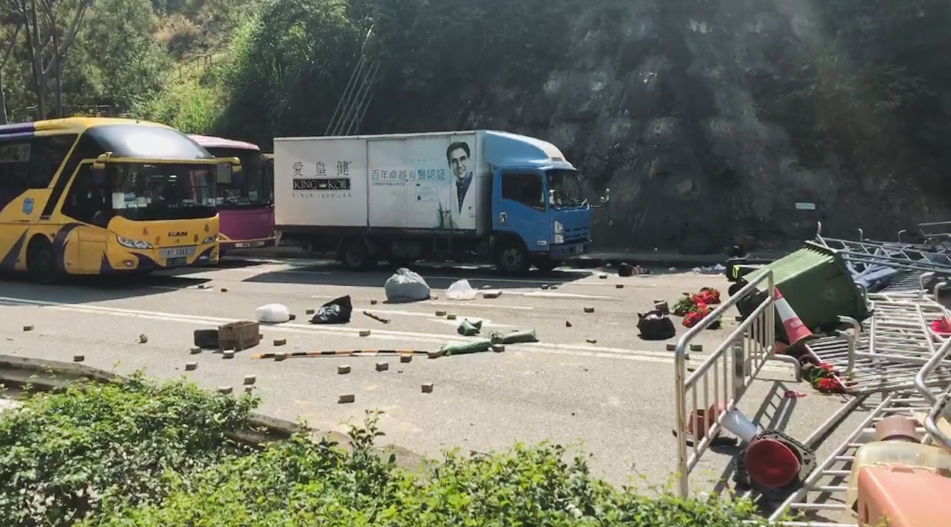
中午12時左右，防暴警員撤走後，學生再次在崇基門附近的大埔公路設置路障
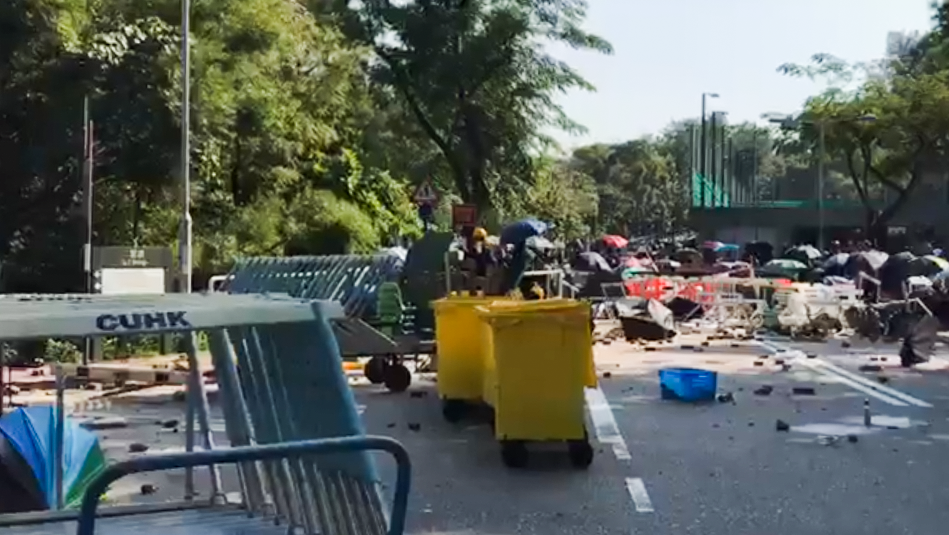
下午1時過後，中大校園內之路障
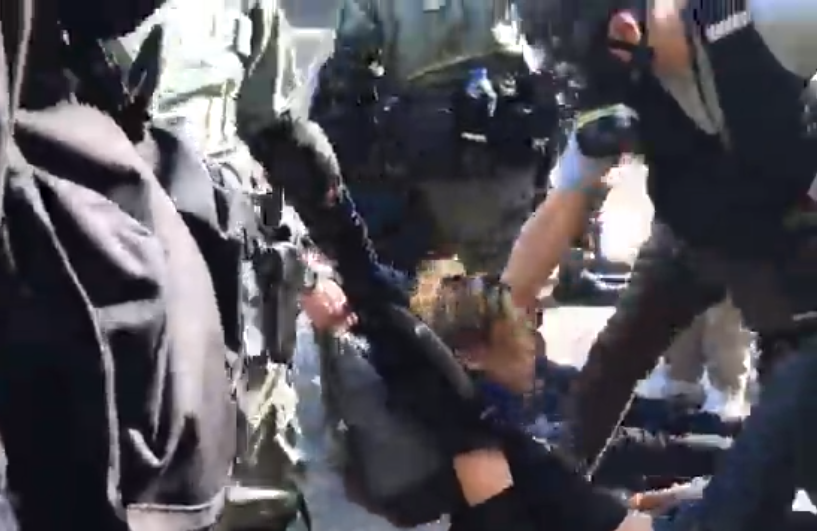
經過多次衝突後，警方在下午2時25分左右衝入環迴東路，擄走5人
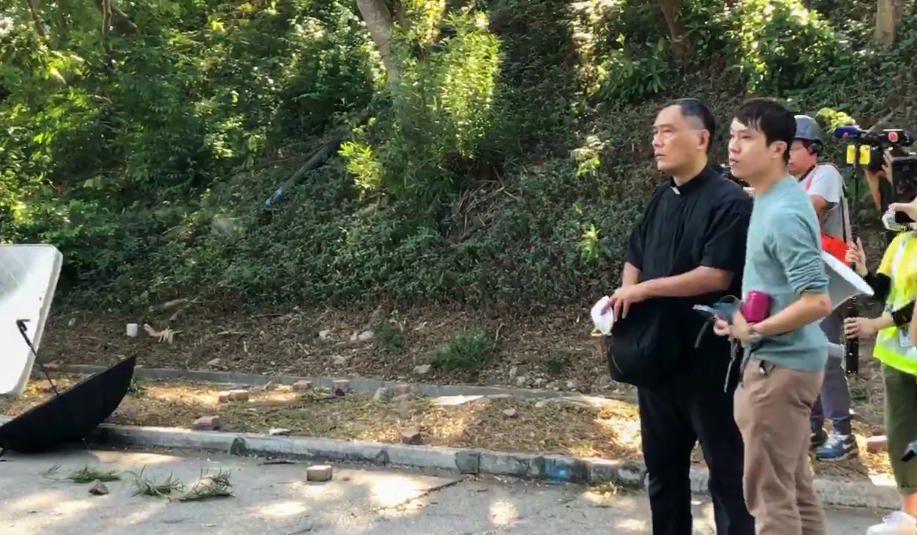
下午3時，立法會議員鄺俊宇抵達衝突現場

#### 衝突暫告終
下午近4點，網上一度流傳，香港警方取得搜查令，將前往香港大學和香港中文大學的宿舍，但未獲確認。下午4時左右，警民衝突暫時落幕。夜晚11時，有防暴警察短暫進入環迴東路，不過隨即返回二號橋駐守，據知撿走部份彈殼。子夜0時左右，再有衝鋒車短暫進入環迴東路。

### 11月12日 破曉行動
中大校方在11號下午4時左右宣佈，因為校園多處設施損毀，因此翌日停課。上學期原定於11月30日結束。

#### 再度堵路

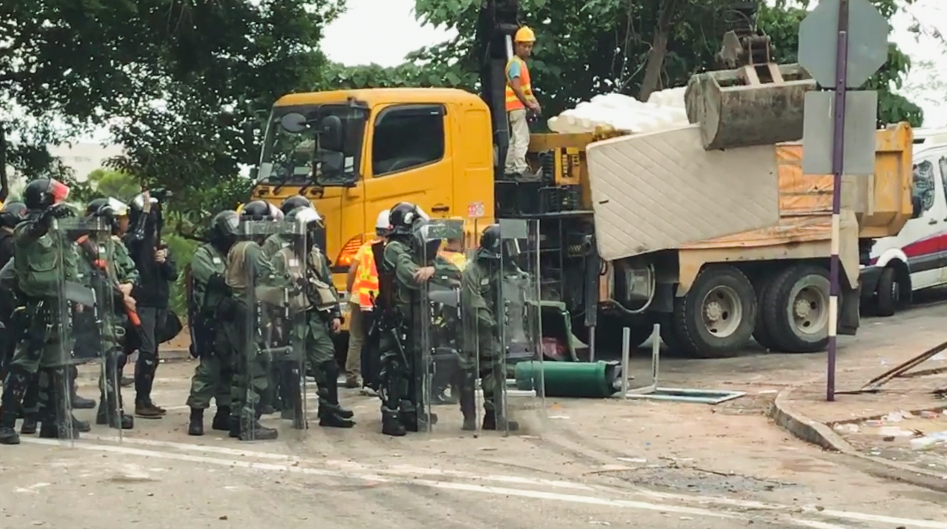
二號橋有防暴警察戒備，而政府派出泥頭車清走雜物

凌晨4時左右，防暴警察增援。近5時進入中文大學範圍，其後返回二號橋。早上6時半，大埔公路來回已因路障而封閉，7點大學站列車服務延誤，其後大學站來回方向列車服務暫停。
近7時45分，防暴警察進入環迴東路，並前往網球場外清理路障，一度舉槍戒備。示威者和學生隨即組成防線，向前推進，令警方後退至二號橋橋口，防線比11號為前。
早上8時05分，有港鐵職員清理大學站路軌的雜物，但因車站被抗爭者大量破壞，列車服務未有回復正常。另外四條柱和崇基門附近的大埔公路路障多次被設置和清理。
近9時，有示威者開始掘磚頭，不過未有警民衝突。直至早上10時15分左右，警方在二號橋舉起橙旗。10點半，有人破壞夏鼎基運動場的門鎖，擅自闖入器材倉庫大肆搜掠，並劫去一批用於體育運動用途的弓、箭、標槍等物資。校方聲稱己迅速起回所有已知被盜的物品，但後來發現弓箭和標槍等被用作攻擊警方。
同時間有防暴警察持槍經崇基門進入校內範圍。10時35分，警方在大學校門舉起藍旗，宣布現場非法集結，其後轉為黑旗。警方最終撤離，未有發射催淚彈。
11時37分，二號橋警方舉起「橙黑雙面旗」，乃雨傘革命的9.28清場行動後首次使用。

#### 校方介入 雙方後退

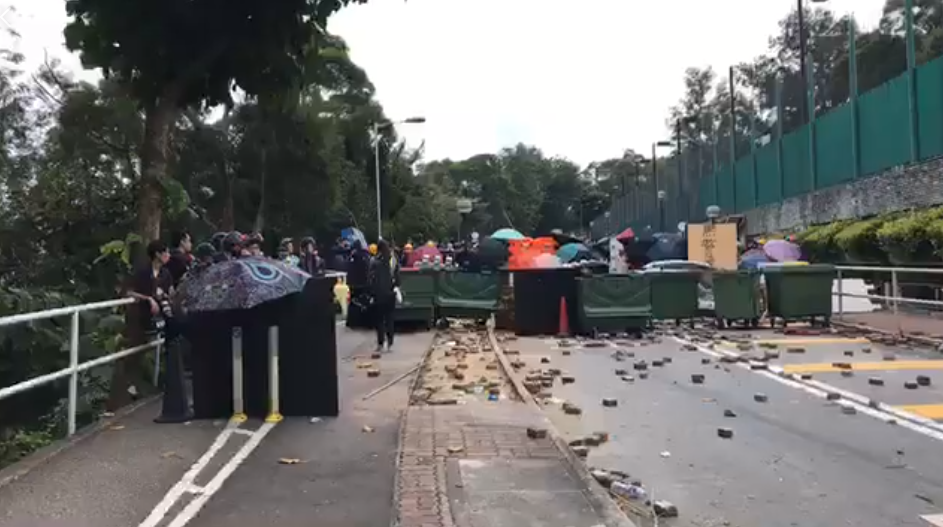
示威者在二號橋橋口外用龍門架和水馬等築起路障

隨著有示威者在二號橋橋口外用龍門架和水馬等築起路障，氣氛開始緊張。吳基培副校長中午到場同學生溝通，希望他們騰出一條路讓教職員進入校園。有學生反向吳基培表示，中大屬於學生的校園，學生留守只是希望保護中大，不希望其他閒雜人等隨意進出校園。亦有學生向吳基培表達對警方的不滿，指警員在門外向校園內施放多枚催淚彈，反問校方會如何保護學生安全。吳承諾會同有關方面溝通。
下午1時半，防暴警察警告二號橋山坡上人士不要投擲物品，又警告記者離開。至下午2時10分，警方再舉雙面旗，警告會以催淚彈和橡膠子彈驅散。有教職員嘗試與警方交涉，示威者同意停止推進，但要求警方返回二號橋上。3點，防暴警察退後至二號橋橋上，示威者則推前防線。十分鐘後，警方舉起雙面旗。

#### 警方包圍中大校園
下午3時12分，二號橋警方發射多枚催淚彈，並持續推進。有催淚彈射入夏鼎基運動場，場內學生狂奔。示威者則投擲燃燒彈，有防暴警察盾牌起火。防暴警察除向環迴東路的示威者開槍外，亦向山坡上示威者開槍。近3點半，3名示威者被警方制服和拖行，被警方迎面噴射胡椒噴霧。
與此同時，警方已經將防線推進至夏鼎基運動場後門，繼續發射催淚彈，估計有數十枚。示威者則以投擲雜物和焚燒汽車作為路障。另外警方亦在3時45分，向崇基門發射催淚彈和橡膠子彈，並推進至崇基路迴旋處。
隨著大學鐵路站附近亦有大量防暴警察戒備，中文大學的包圍網大致已經形成。早前警民衝突導致多人受傷，但由於校園已經被包圍，傷者都被送至校內急救站或醫療站。4點20分，夏鼎基防線的警方舉起雙面旗。有教職員呼籲示威者後退，稱警方亦會再次移後防線。
4點45分，中大公關職員進入警察防線，進行談判。未幾，警方舉起黑旗，防暴警察警告示威者不要使用汽油彈、警告記者不要阻礙防線。
下午5時10分，校方稱防暴警察將會退後防線至二號橋更亭，但警方再度舉旗。最終警方在5點20分左右發射多枚催淚彈和布袋彈，有示威者被火燒傷，懷疑是催淚彈爆炸所致。

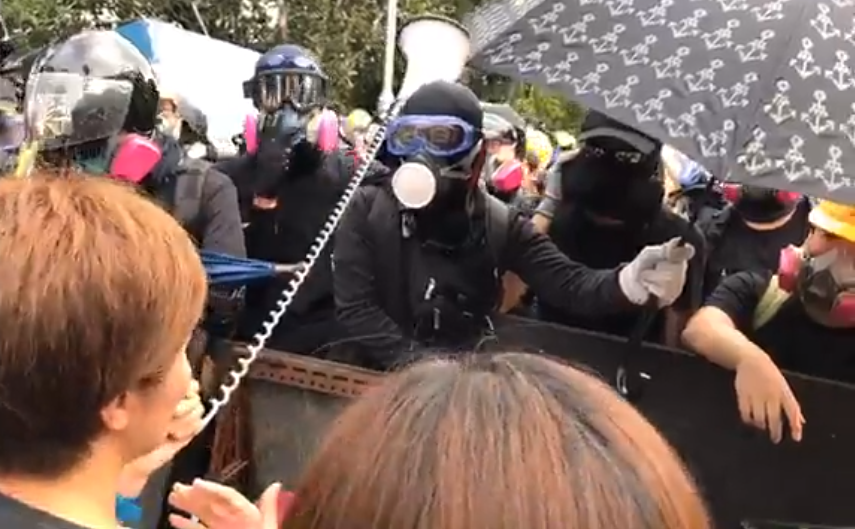
中大傳訊及公共關係處處長張宏艷與示威者對話
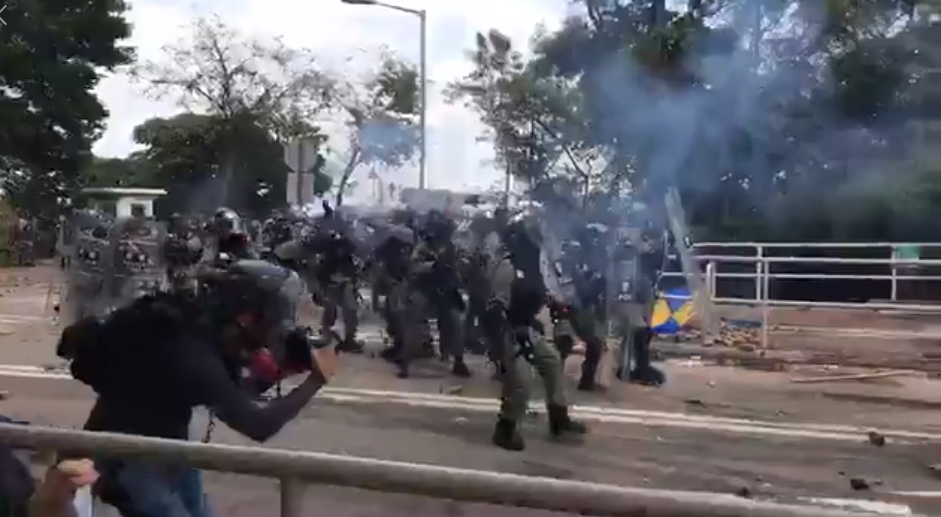
警方進入中大校園施放多枚催淚彈
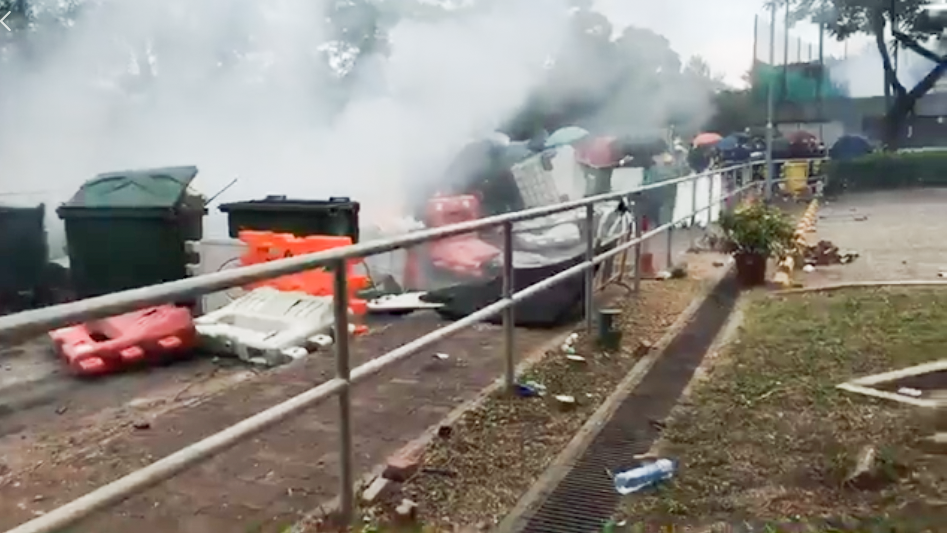
警方向環迴東路的示威者施放多枚催淚彈
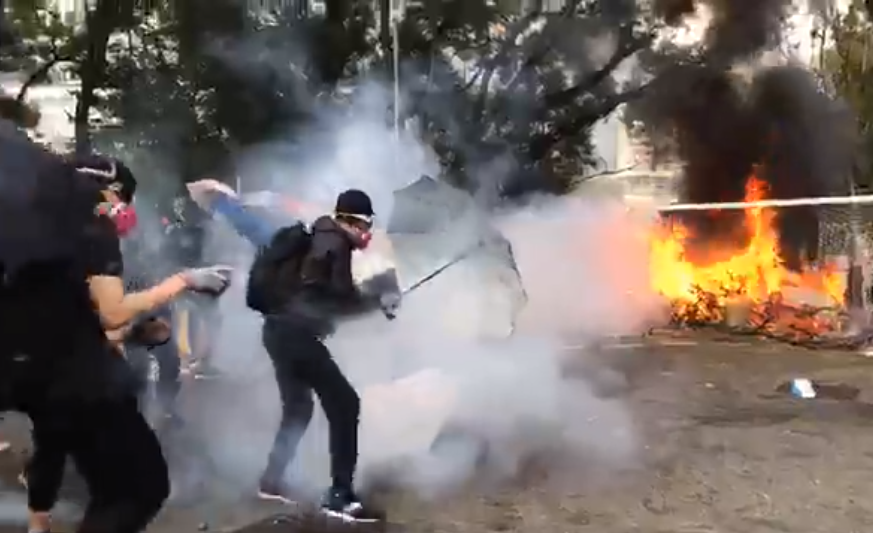
示威者利用雨傘作保護

#### 校長到場 嘗試調停

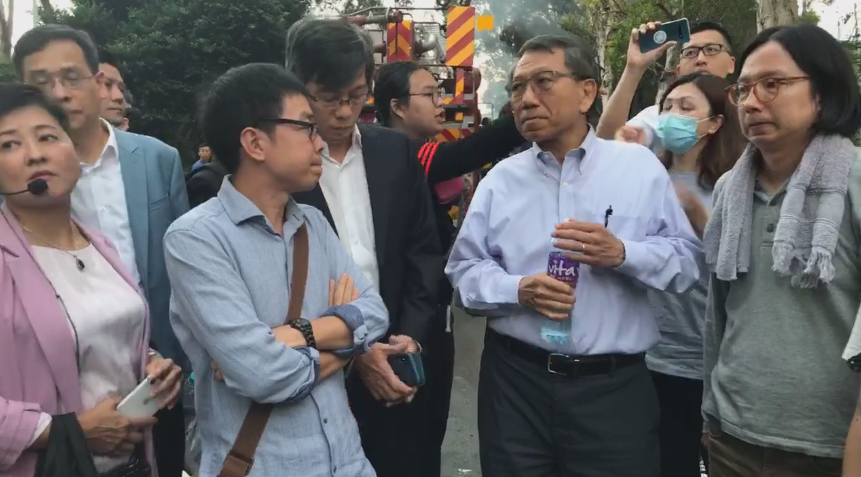
中文大學校長段崇智和多名立法會議員前往衝突現場

下午5時，林卓廷、葉建源、鄺俊宇、譚文豪、區諾軒、朱凱迪等民主派立法會議員及校長段崇智抵達四條柱。半小時後，校長段崇智、副校長吳基培、多名立法會議員、馬嶽等人抵達現場，他們嘗試與防暴警察進行談判。
6時45分，校長與警方談判完畢後返回示威者防線，稱警方要求示威者不要投擲物品到路軌，若示威者同意則警方會後退至橋尾，警方又稱無意進入大學範圍，只是希望保護二號橋。示威者要求校方保證警方不再進入學校範圍，以保障學生安全；又稱若晚上九點前警方未撤出二號橋并无罪释放之前逮捕的示威者，示威者將會升級行動，更聲言「炸毁吐露港」。
晚上7點25分，校長嘗試前往防暴防線。不過警察拒絕和校長談判，指段崇智未能控制身後學生，要求他不要走近防線並立即離開。

#### 二號橋大火拼

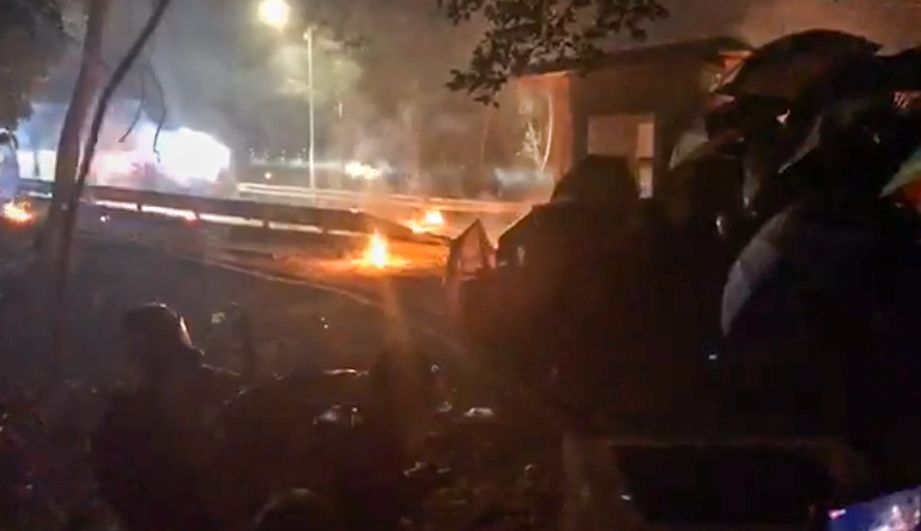
警方近乎無間斷地在二號橋大量發射催淚彈、橡膠子彈、海綿彈，而示威者亦嘗試推進或重整防線

晚上7點半，警方開始發射大量催淚彈，部分在校長面前50米爆炸。期間防暴警察曾經退後到橋尾重整防線，亦有警員經科學園增援。直至9點前，警方連環發射催淚彈、橡膠子彈、海綿彈，而示威者除以相當的軍火還擊外，亦嘗試推進或重整防線。由於雙方各自發射催淚彈和投擲燃燒彈，現場黑白煙霧彌漫。在此期間，多名中大學生和示威者受傷。而校方高層已經撤離現場，有學生曾給予吳基培副校長一副面罩。
晚上8點，衝突中突然發生爆炸，火勢猛烈，有記者受傷。警方稍為向前推進，防線推前至環迴東路及二號橋橋口交界。
晚上8時35分左右，警方防線稍為退後，但科學園繼續有數十甚或逾百名警員增援。
晚上9點起，有市民和示威者開始組成人鏈，補給物資，予前線學生與示威者。其後，副校長吳基培有意和指揮官商談，但要求立刻停火並呼籲同學退後。學生則指除非警方停火，否則不會退後。9點半，現場再次傳出警方的槍火聲音，多枚催淚彈在副校長面前爆炸。

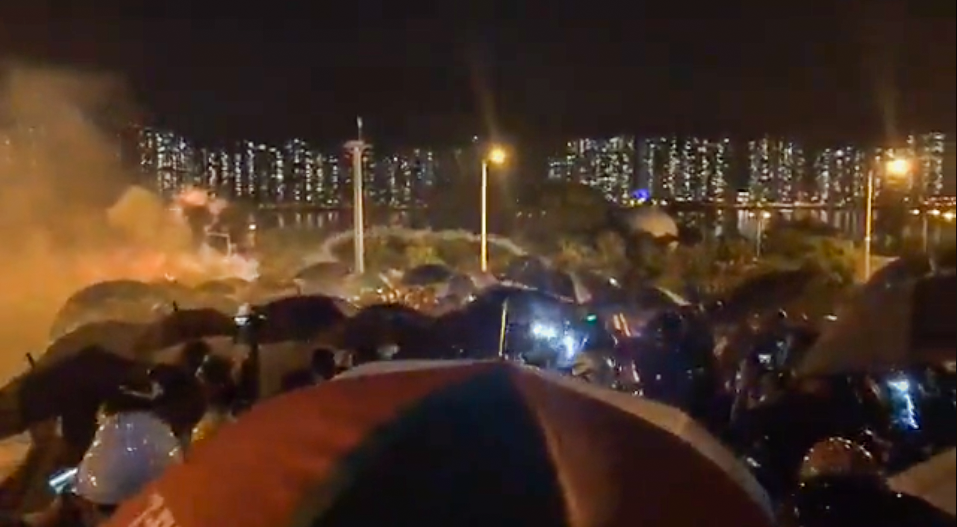
警方近乎無間斷地在二號橋大量發射催淚彈，而示威者亦嘗試推進
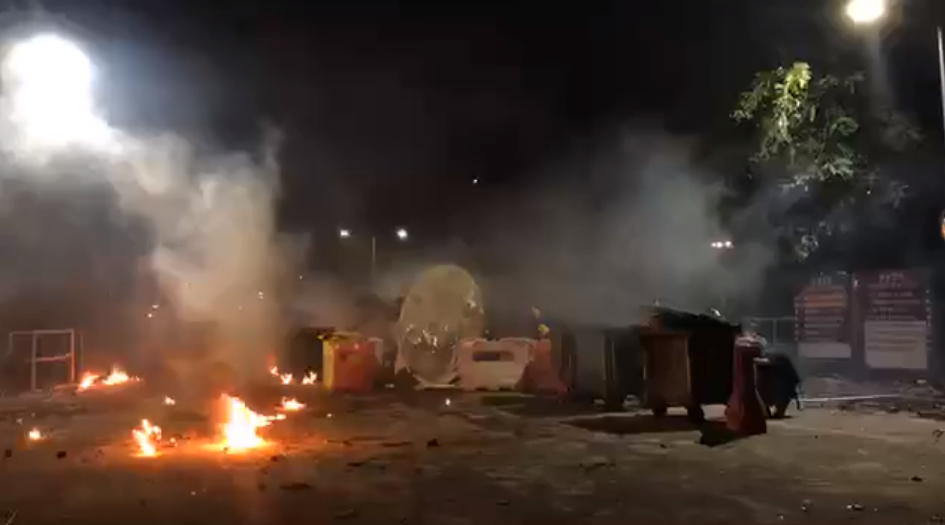
海旁道連接二號橋衝突現場，示威者利用圓檯作保護
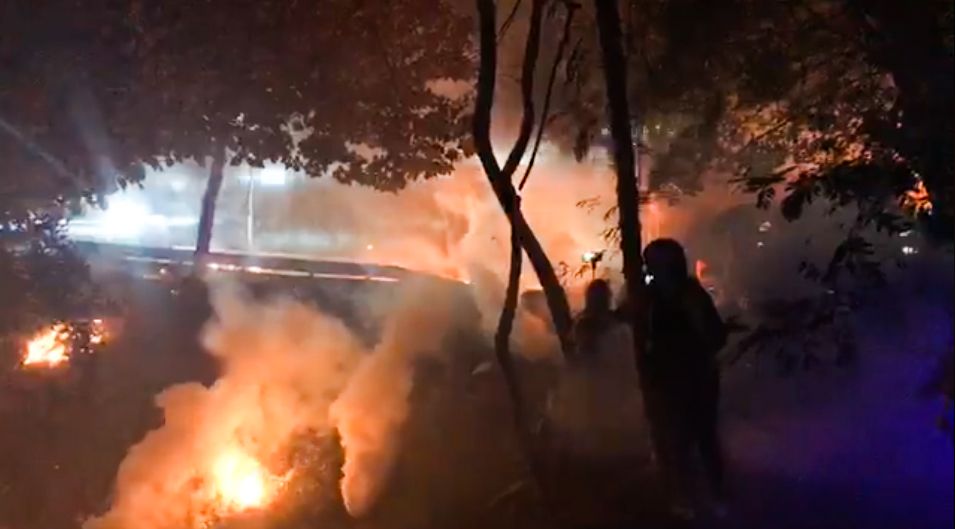
催淚彈燒著斜坡
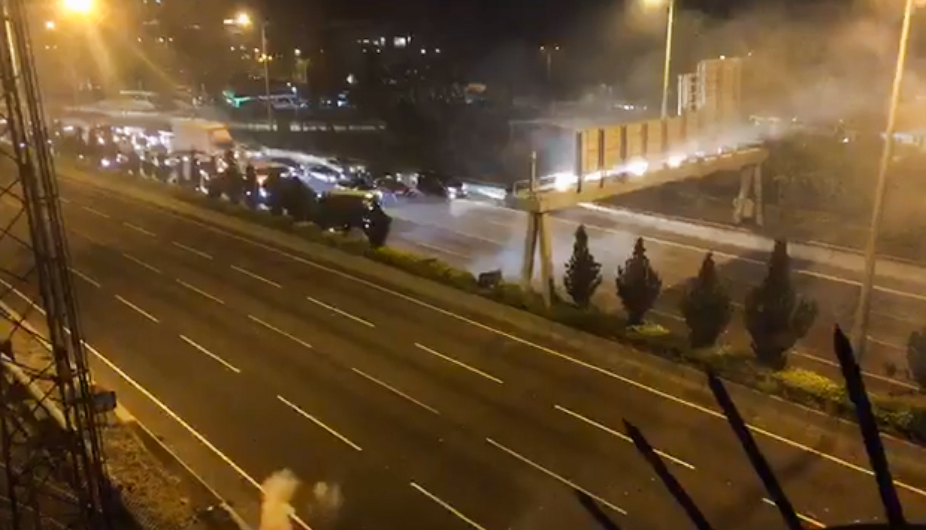
吐露港公路煙霧彌漫

#### 大量中大示威者受傷報告
自嚴重衝突爆發後，學生防線已經有不少人被抬出或被帶離，接受救治。有救護車嘗試進入大學範圍，但因交通擠塞而不成功。因此，中大在大學健身室設立臨時醫療站，並改名為「戰地醫院」。
晚上8時半，現場消息指出中文大學有人背部受傷，被抬離現場接受治理。40分，有被抬離現場的傷者頭部大量流血，亦有傷者腳部被催淚彈擊中。50分，現場指出有「極多傷者」，惟數目不明。有傷者被急救員以擔架床運至中大健身室內的臨時急救站。
晚上9時10分，現場指出夏鼎基運動場有人不省人事，現場有醫生護士幫忙急救，但至少三架救護車仍然未能進入運動場，被困二號橋以東。
最終證實有學生及《香城公民媒體》記者頭部中彈倒地並失去意識，學生由義務急救員治理，記者則送往伊利沙伯醫院治理。

#### 警方行動升級

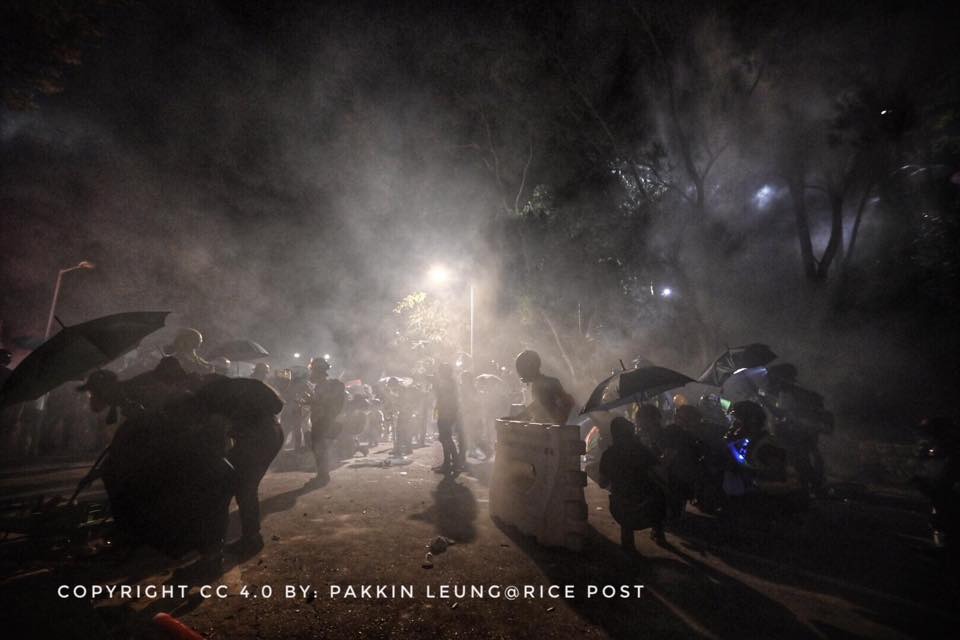
學生在煙霧瀰漫，充滿催淚煙的環境下抗爭

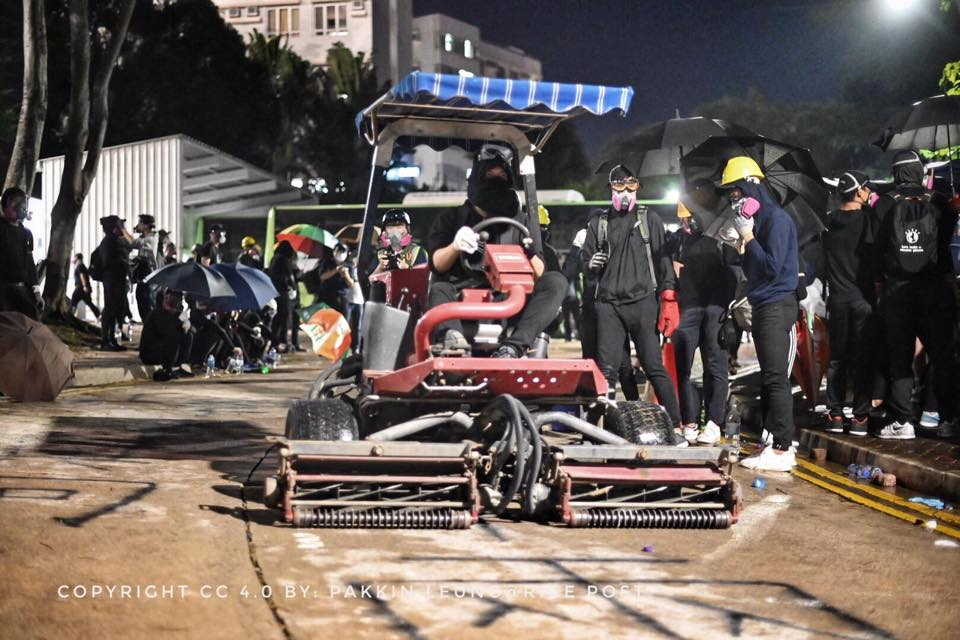
示威者「自學」割草機

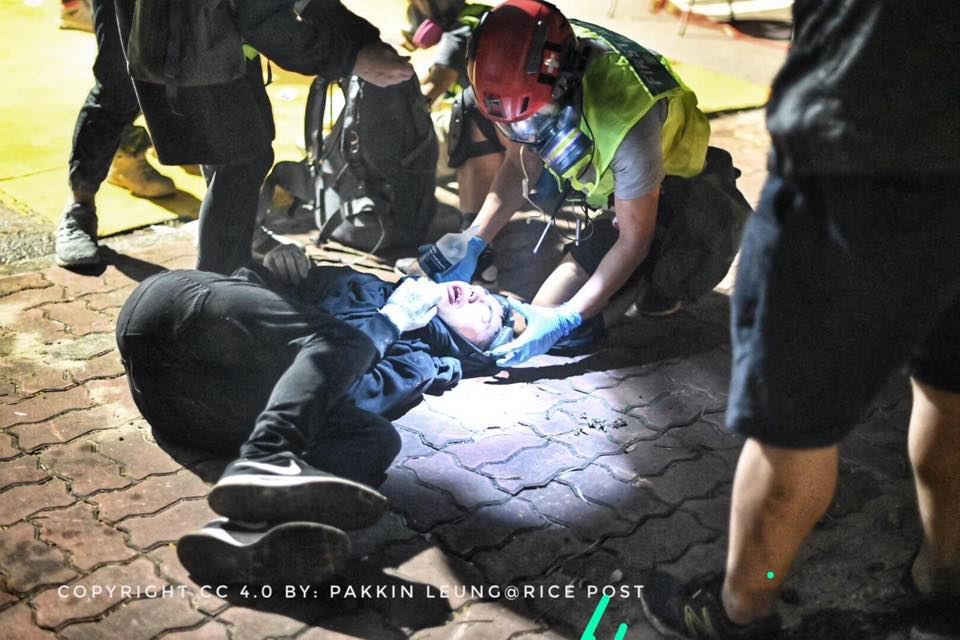
有示威者不適，需要義務救護員請救

當晚9時37分，現場消息指出示威者已經攻佔二號橋的前半段。數分鐘後，警方再次重整防線，試圖進攻，但示威者未曾退後。同時間，副校長繼續致電警方，要求停火。近50分，副校長走近警方防線。
9時56分，警方在Facebook就中大情況發聲明，表示為緩和緊張局勢及希望以一個和平的方式解決問題，警方正安排撤退以停止對峙情況。但同時間，現場的水炮車開始駛前，二號橋警方開始後退，期間再次發射催淚彈並揚言會使用水炮車。警方一面於Facebook請求示威者停戰，一面於中大代表坦言會停火讓雙方冷靜。但現場卻使用水炮車，不吻合聲明與給予副校長代表的承諾，激發眾怒。
10點正，水炮車開始射出藍色催淚水劑，防暴警察輔以發射催淚彈作驅散。學生防線開始後撤，並投擲燃燒彈還擊，期間二號橋更亭起火。10點07分，水炮車及防暴警察開始撤離，並於一分鐘後撤離二號橋橋面。銳武裝甲車未有登上二號橋亦同告撤離。防暴警察防線退後至二號橋橋尾，及呼籲示威者後退，示威者則重新佔領二號橋。
10點35分，水炮車及裝甲車駛離中大閘口，正式離開中大範圍。

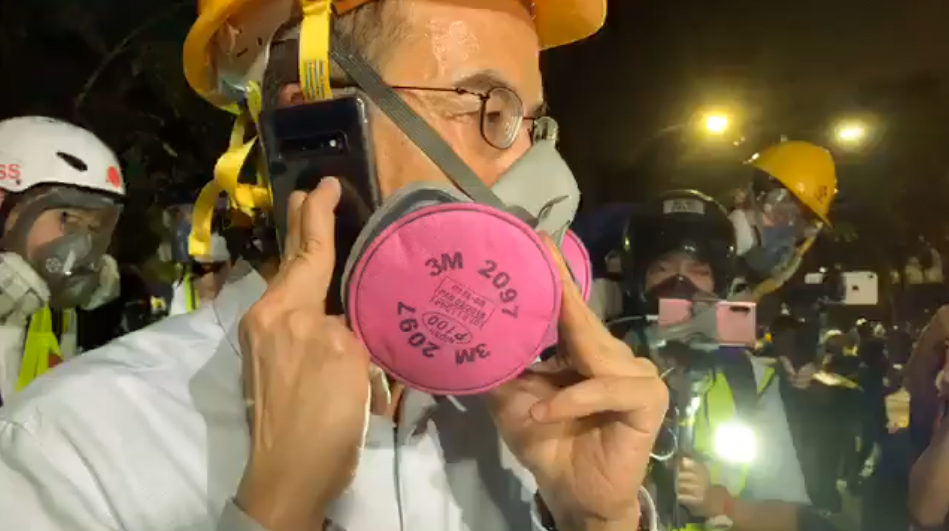
中大副校長吳基培到達衝突現場前線致電警方，要求停火
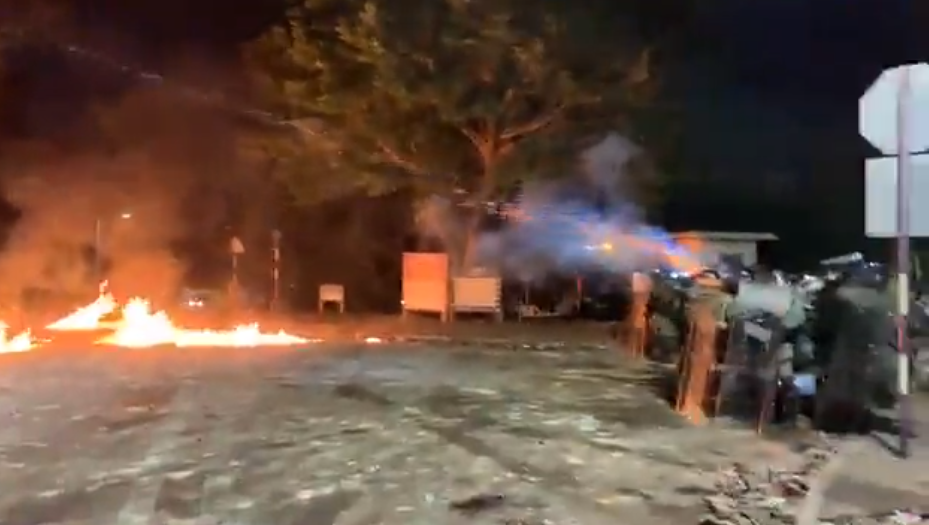
防暴警察在二號橋橋面發射催淚彈
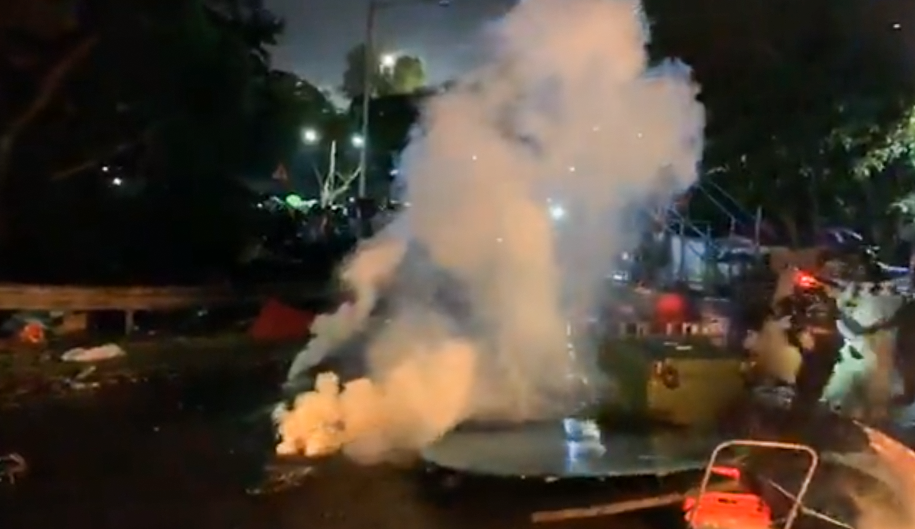
防暴警察發射催淚彈作驅散
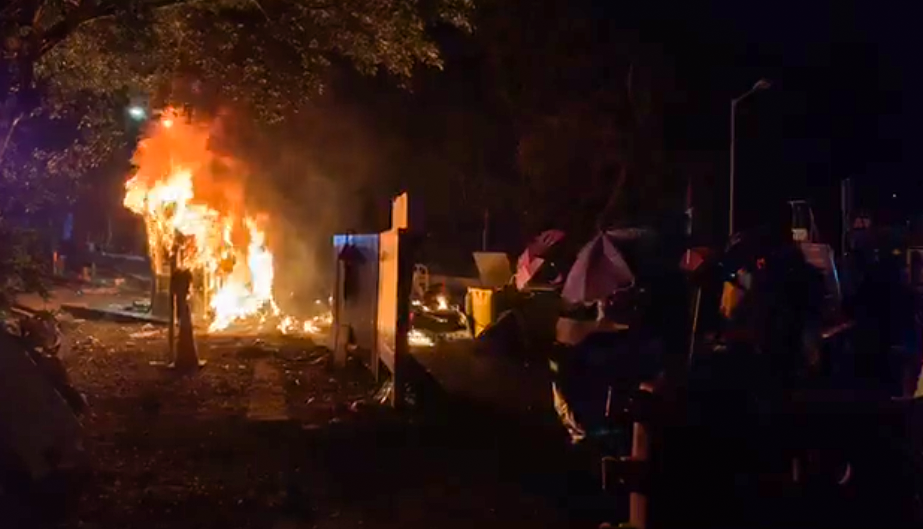
二號橋更亭猛烈燃燒
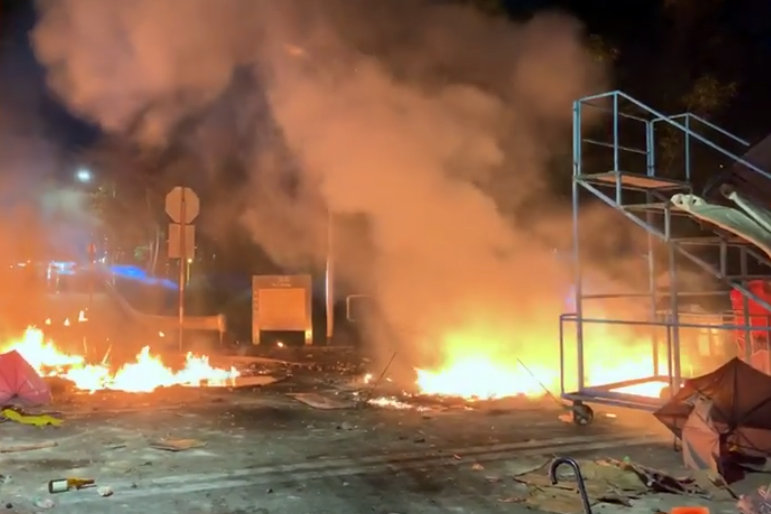
二號橋路障燃燒

#### 前校長試圖降溫
10點半，中文大學前校長沈祖堯抵達二號橋附近，向學生表示校方與警方達成協議，警方將撤出，但學生需要停止攻擊、不再使用燃燒彈；又稱只會派出保安駐守二號橋，確保沒有人投擲雜物到吐露港公路；最後希望各方各退一步，和平散去。學生不滿。沈祖堯又到大學健身室，協助治理傷者。
10點44分，警方在Facebook更新中大局勢，稱情況持續惡化，有學生使用致命武器，包括磚頭、汽油彈、弓箭、信號彈，又危害道路使用者安全和阻礙緊急服務，對於學生違反校方協議表示極度遺憾。
11點左右，速龍於大學入口近科學園迴旋處強行將私家車乘客拖行出地，多輛載有物資的車輛被截查。警方其後又增援。
11點半，校方高層、數名本校教授及議員於二號橋上與前線示威者談判。他們表示願意駐守二號橋直到警方撤去，吳基培副校長更表明當日數名被捕同學已保釋，然而橋上示威者不滿同學並非無罪釋放，亦表示不信任校方及議員。

#### “圍魏救趙” 分散警力

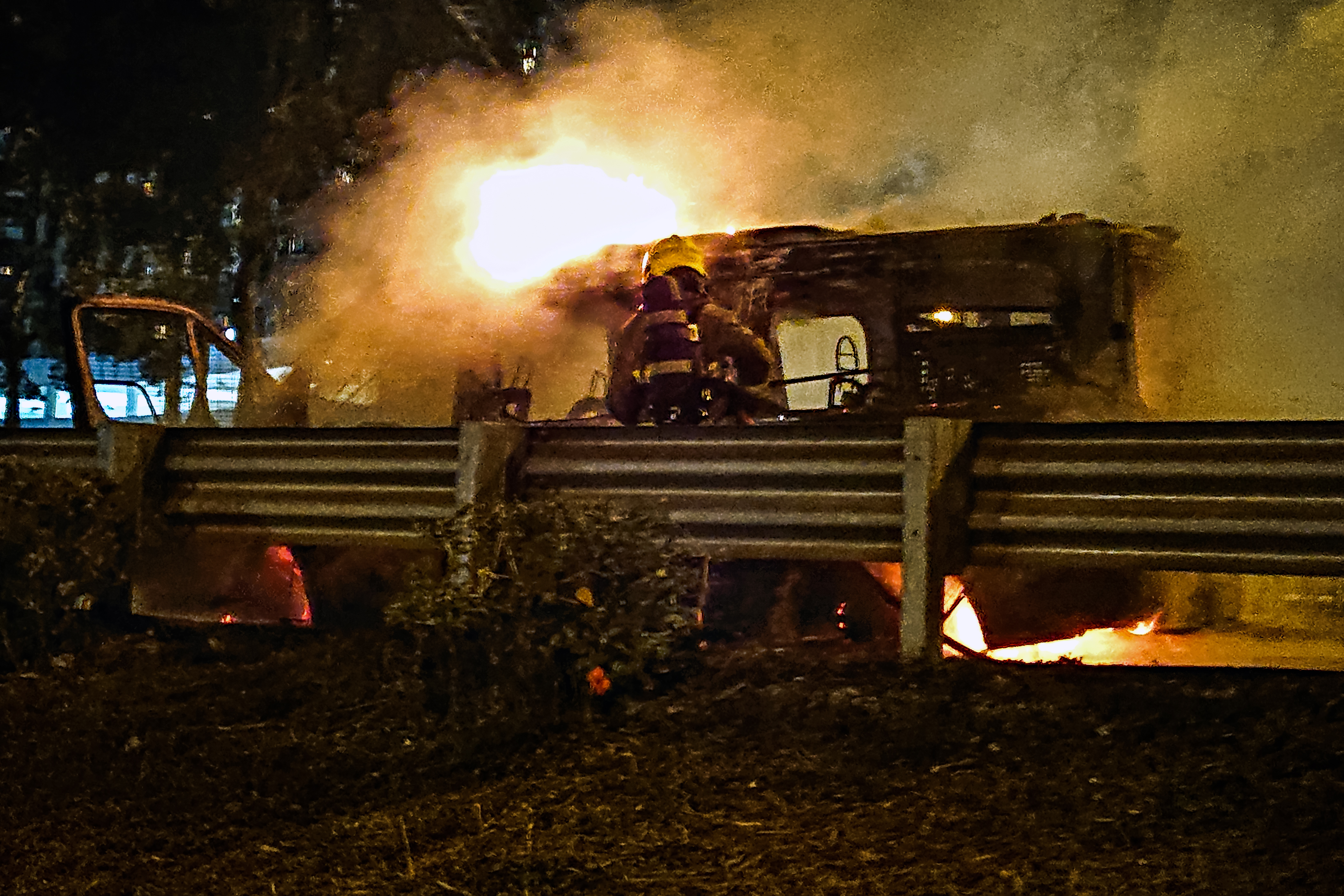
沙田富豪花園對出有衝鋒車遭抗爭者包圍，警員試圖奪回其警車不果而棄掉車輛，逃去無蹤，衝鋒車其後被抗爭者焚毀消滅

為分散警力，避免警方增援到中文大學，網民號召沙田區和大埔區發起「圍魏救趙」行動。下午4時半，大埔太和路路面出現火種。晚上，全港各區都爆發警民衝突，都曾施放催淚彈，包括以下區域：
- 新界：屯門、東涌、元朗、天水圍、上水、大埔、荃灣、大圍、沙田、馬鞍山、將軍澳
- 九龍：太子、旺角、藍田、土瓜灣、深水埗
- 港島：中環、香港仔、西灣河

另外多區出現不同事件：
- 沙田有單獨警員被示威者包圍，警員嘗試奪回警車不果而逃去無蹤[37]，消滅警車[38]乃運動以來首次[39]；
- 銅鑼灣怡和街有懷疑警察遭到群眾圍毆，防暴警察介入[40]；
- 九龍塘又一城有聖誕樹被縱火[41]，商場玻璃破裂[42]，美心旗下餐廳被破壞[43]；
- 葵涌安老院附近遭到警方發射催淚彈[44]；
- 天水圍警署報案室被投擲汽油彈[45]，大門起火被焚毀[46]；
- 上水站有列車被投擲汽油彈[47]。

全港警民衝突在翌日凌晨3至4點才大致落幕。

### 11月13日 晨曦行動

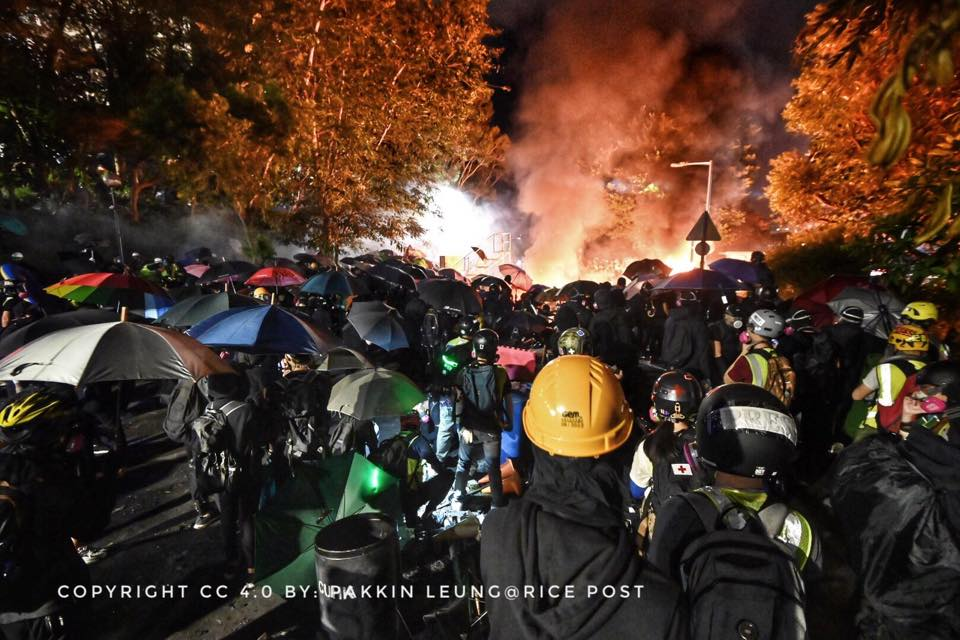
示威者在橋上設置火路障作防線

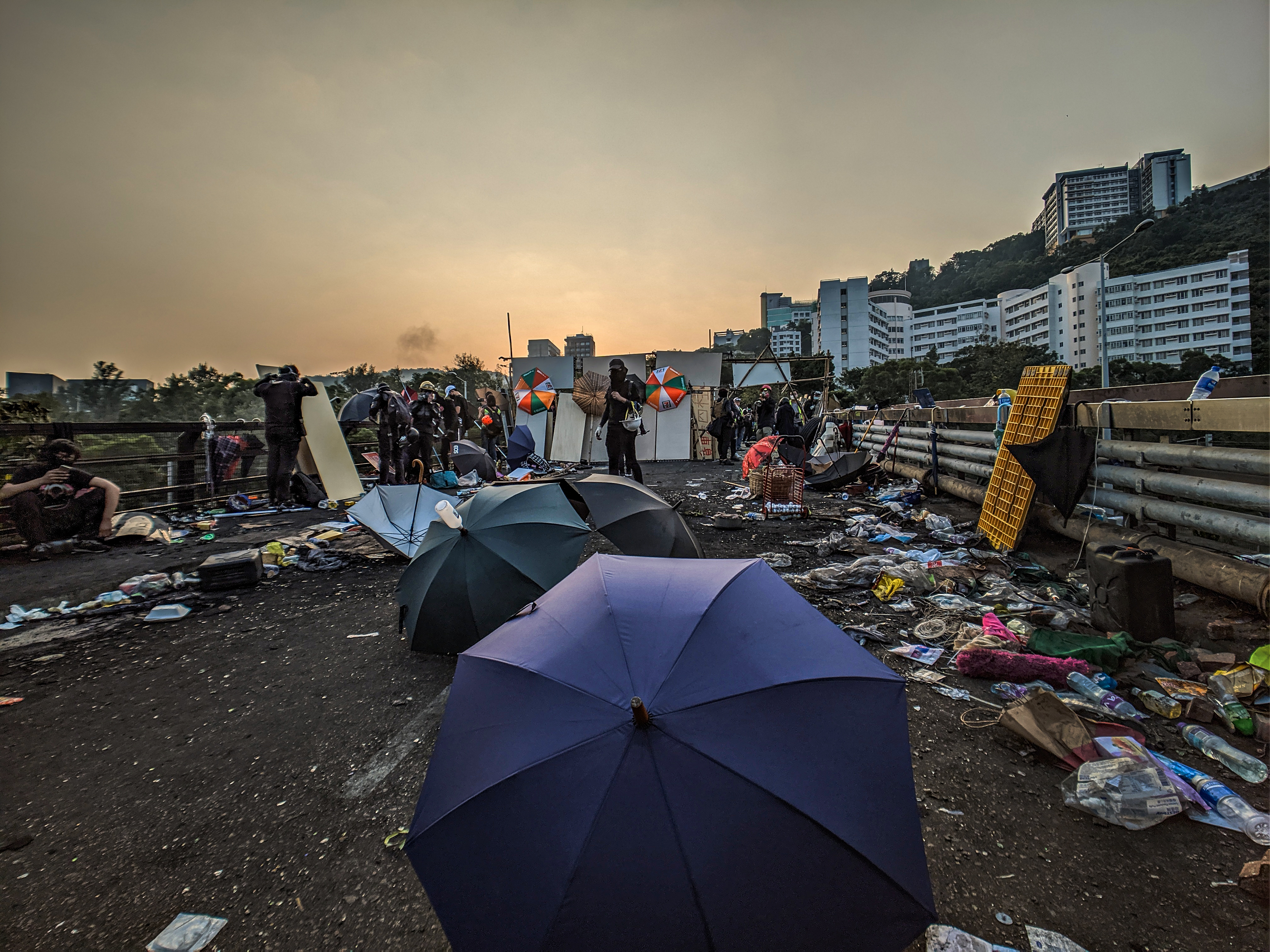
黃昏時分的二號橋

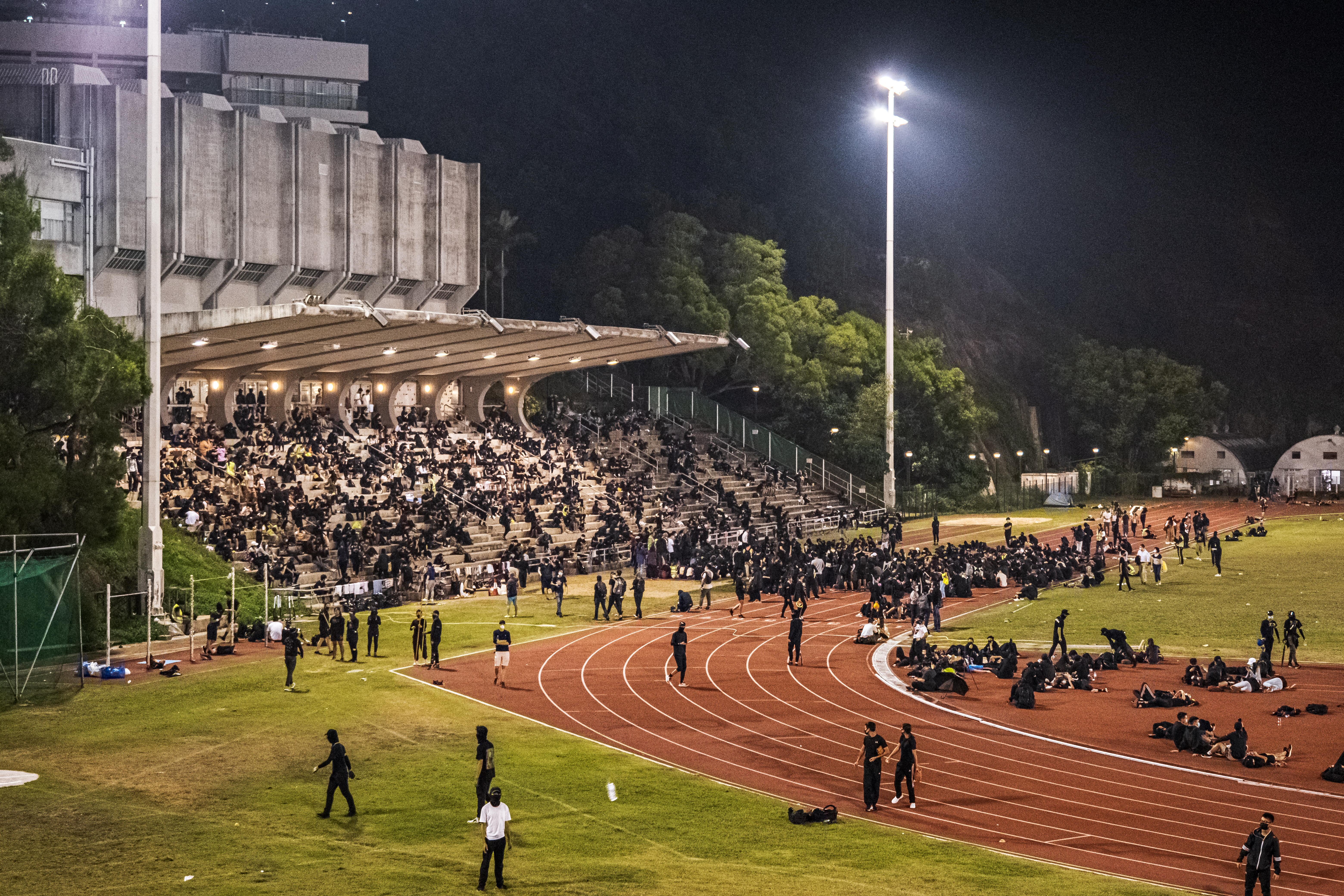
夜晚，不少示威者在夏鼎基運動場訓練和休息

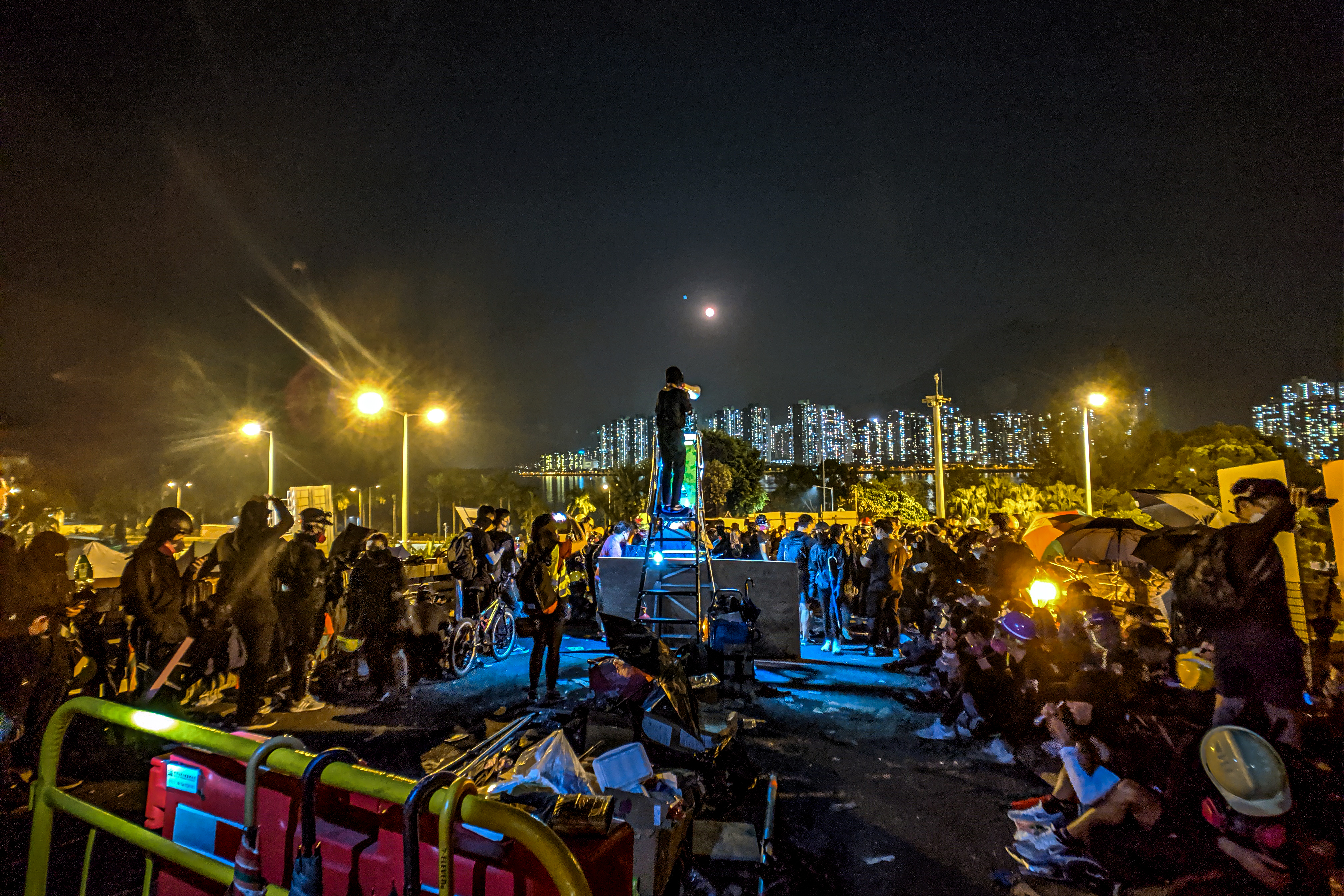
晚上駐守在中大二號橋的示威者

中文大學當日宣布第一學期即時結束。

#### 持續對峙
子夜0時後，防暴警察再次在中大的科學園閘口外集結，但未有進入中大。期間示威者佔領及堵塞的吐露港公路有油站旁邊懷疑起火，一度引起恐慌，幸好未有引發爆炸。15分，警方向二號橋發射多枚催淚彈和橡膠子彈，有速龍小隊重新進駐二號橋，意圖包圍中大。最終警員撤退，示威者在橋上設置火路障。凌晨1時半，大學站二樓起火。
及後凌晨期間，示威者和學生輪更通宵守衛二號橋。期間未有警民衝突。至早上，有直升機在沙田區一帶盤旋，但未有行動。
早上10時半，有速龍截查三輛懷疑載有物資的車輛，綁走多人。近11點，大學站有列車車廂起火，冒出濃煙。下午5點，一號橋附近有路軌起火。

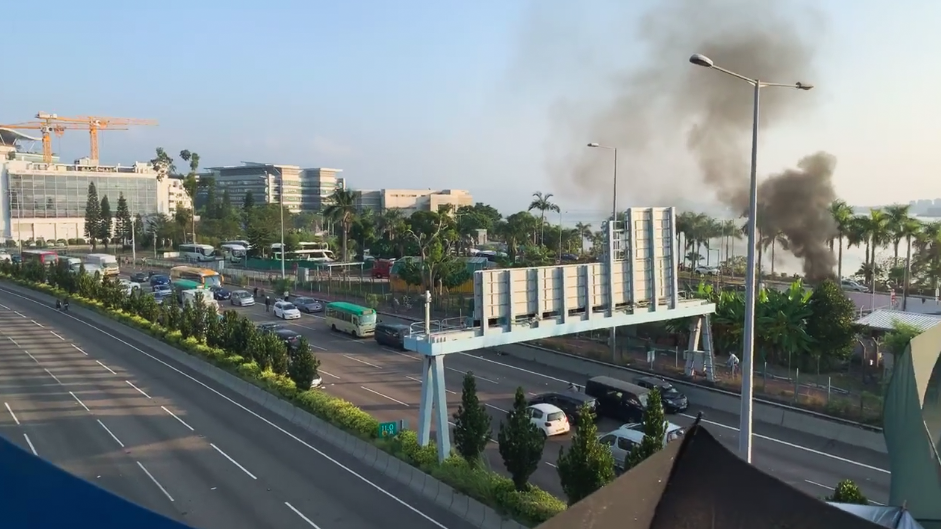
早上，吐露港公路來回行車線仍充滿支授車輛，連接科學園之道路有火路障
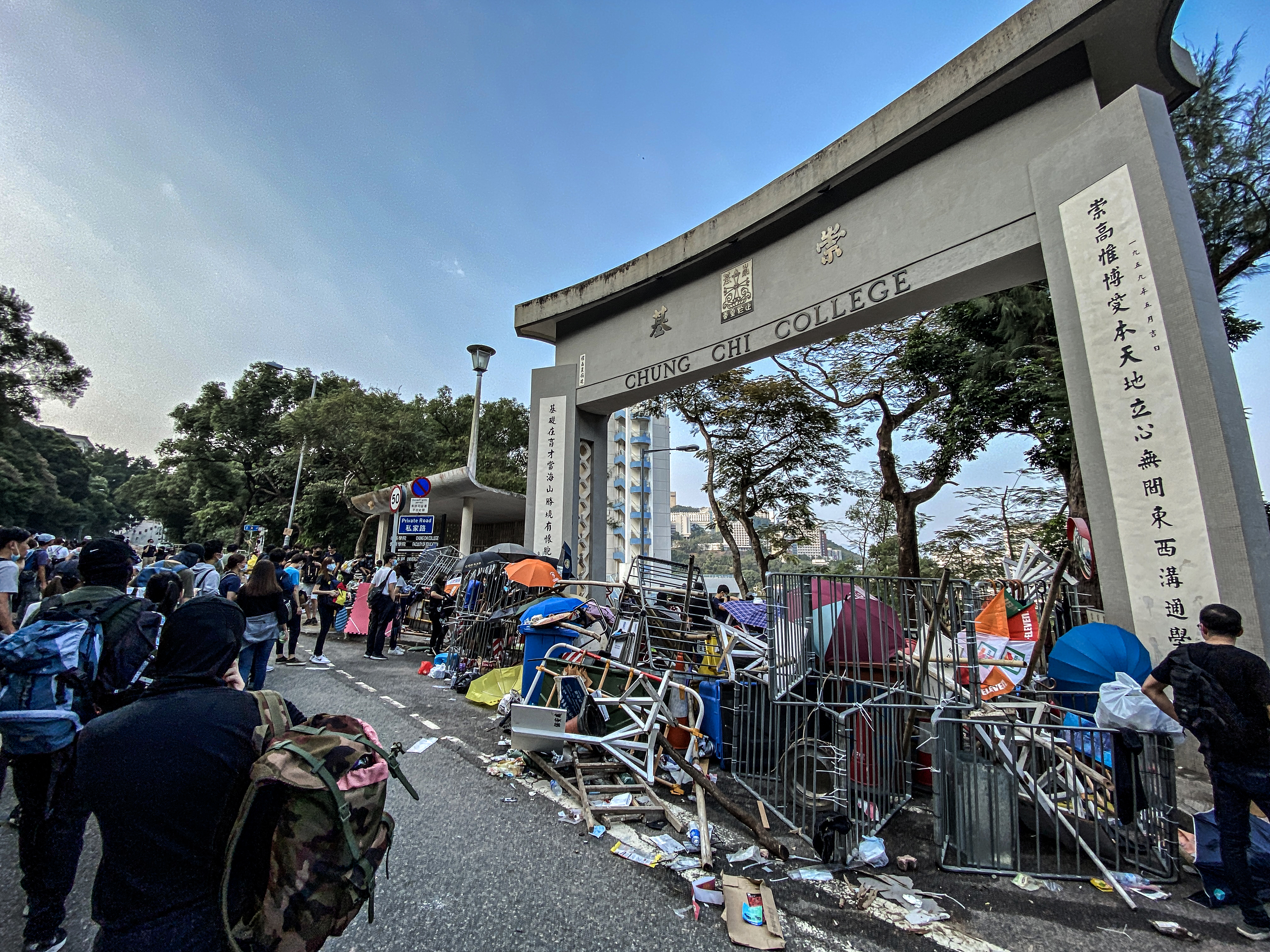
崇基路入口的路障
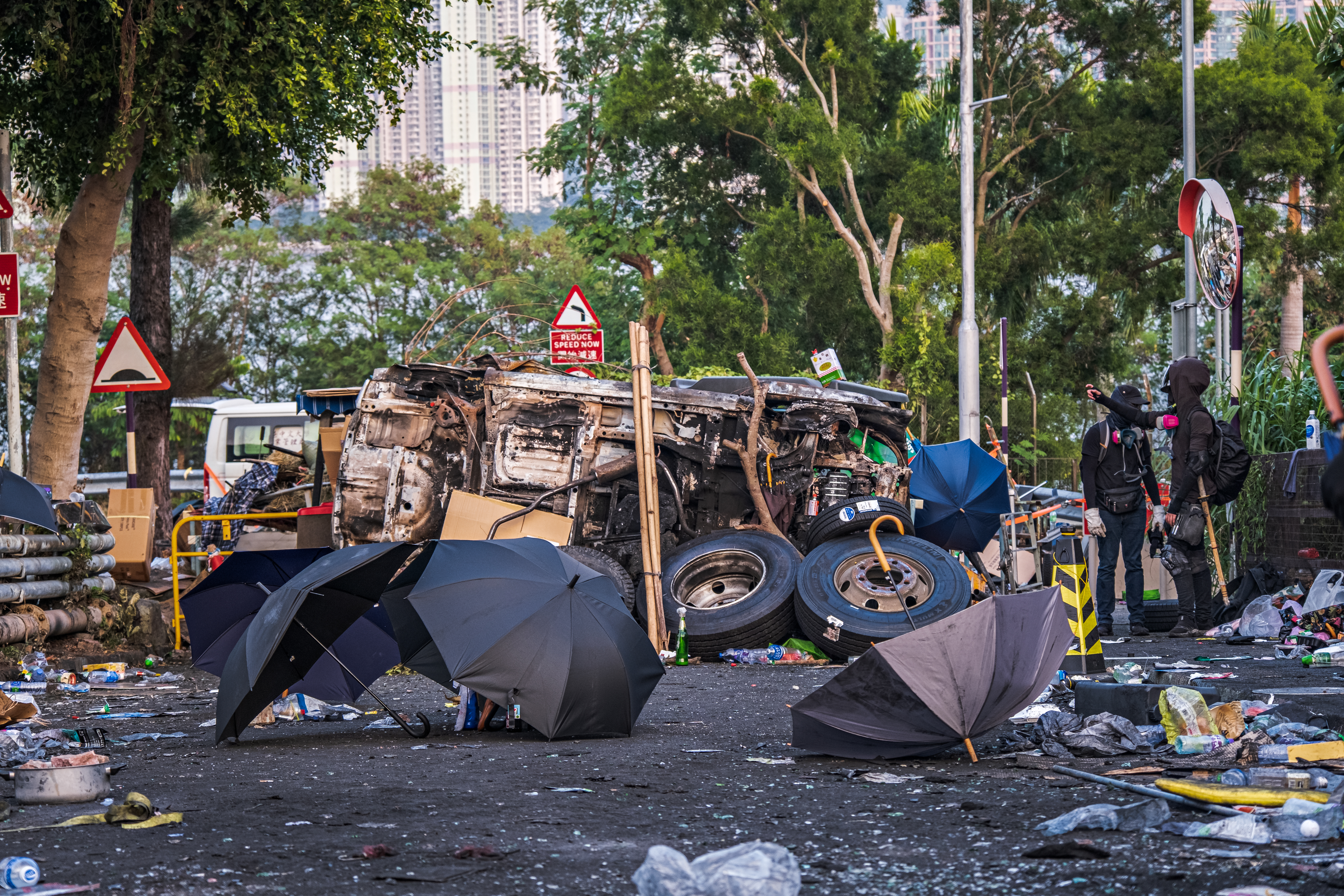
車輛路障
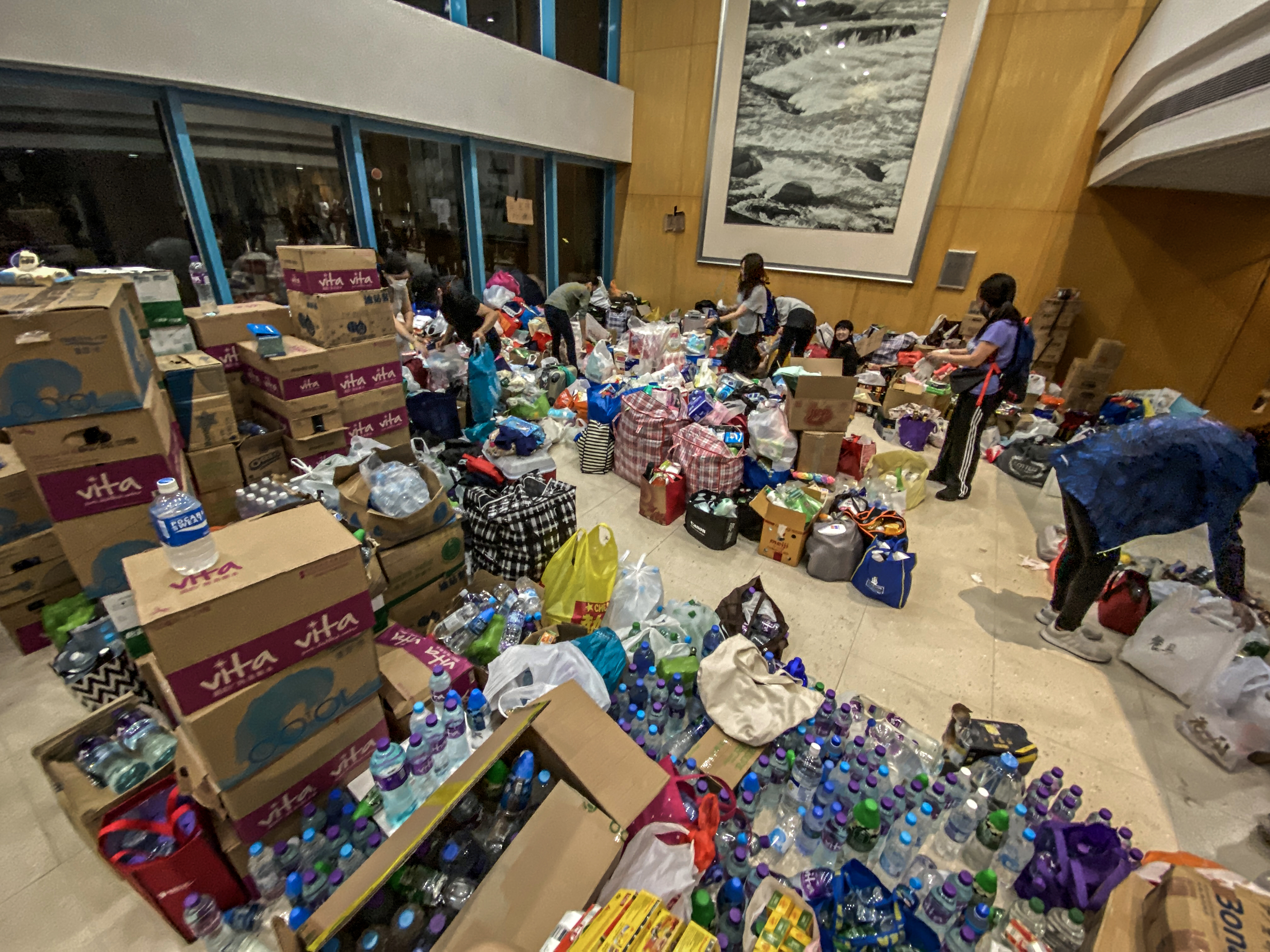
崇基學院行政樓內擺滿由市民捐發的物資
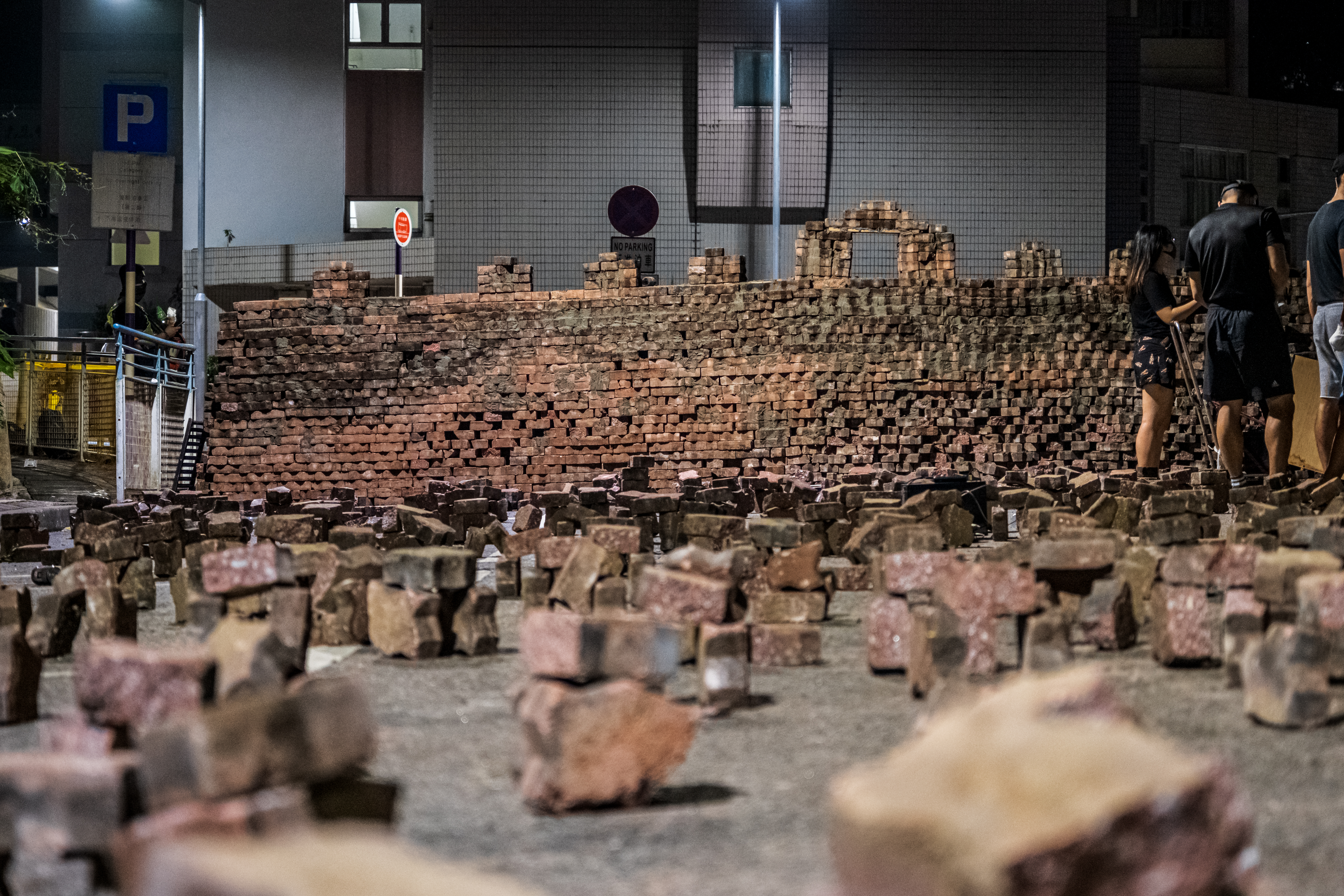
校園內的道路設置由磚塊堆砌成的路障

#### 留學生撤離行動
由於中文大學爆發極為嚴重的衝突，部分留學生決定暫時離開校園或返國，其中部分學生更獲領事館協助撤離，因而被稱爲「撤僑行動」。根據韓聯社報導，在中文大學留學的外國學生有超過4000人。

##### 中国大陆
中国大陆官媒环球网重申，在2019年11月12日晚上8時許，部分熱心的「藍營」香港市民和群眾組織派遣車輛前往中文大學，護送內地學生撤離到深圳。香港立法會議員何君堯也參與救援行動，幫忙聯絡中大的附近的村落，希望能夠給內地生提供暫時的落腳點，同時聯繫中大附近的私家車、的士幫忙護送學生，但最終何君堯未能安排任何車輛。截至13日5時，仍有約200名內地學生等待撤離，但接應的私家車明顯不足。另外，深圳共青團開放全市範圍內的12家青年驛站接待內地在港就讀學生。
不過，求驗傳媒則批評，一些內地傳媒將何君堯描述作為冒險救人，但就連根據何君堯自己的講述，也只是打了幾個電話。另外，內地傳媒「要炸掉校園和放火燒山」等描述，無證無據，又不交待前因、警方昨天的行動。
立場新聞網報導，有一名內地交流生聲稱於13日早收到突然通知，在無事前協商下，集體被內地有關部門強行安排全部遣返，更以已蒐集的個人資料代買好14日返回大陸的機票。
13日約早上10時，網上有短片及相片表示有家長及中大的內地生在馬料水碼頭聚集，並登上水警船隻離開，令部份網民質疑水警協助內地生撤離香港，經羅湖或落馬洲口岸離開。警方後來在社交媒體證實中大內地生曾向警方尋求協助，指路面受到阻塞，未能離開校園。因此，警方安排水警協助內地生前往安全地方。《蘋果日報》引述中聯辦稱內地生「能走都走」。
除中文大學外，北角培僑中學安排巴士接載寄宿的跨境學生，前往西九龍站坐高鐵撤離香港。
不少內地學生前往深圳暫避。深圳共青團在微信公眾號表示，全市8區共有12家深圳青年驛站會為內地在港學生提供7天免費住宿等服務。廣東省海外留學青年聯誼會也表示，自11月14日至19日為在港内地學生提供位於廣州東站、廣州南站附近的5家酒店免費入住7天，且提供該服務的酒店均為錦江集團下屬的7天酒店。而合富輝煌旗下長租公寓「創寓」、優客工場、旭輝控股旗下柚米公寓和陽光城旗下陽光城家公寓也宣佈為內地在港學生提供免費住宿服務和學習場所。廣州市天河區港澳青年之家宣佈，即日起為在港內地學生提供免費車站接送（僅廣州東站、廣州南站）、免費住宿和免費學習場地等服務。

##### 臺灣
中央社報導，由於中大爆發嚴重衝突，香港台北經濟文化辦事處代理處長高銘村應香港中文大學台灣學生會要求，在13日下午率駐處人員前往中大，將以巴士接送85名台灣學生前往機場。此前已經有41名台生自行前往機場，共126名學生預計都將乘坐当晚10時許起飛的華航班機返回台灣。另外此前理工大學已有40名台生自行返台。

##### 
據韓聯社11月14日消息，韓國駐香港總領事館13日派車輛幫助在香港中文大學讀書的40多名韓國留學生離開宿舍。

##### 日本
日本駐香港總領事館14日表示，目前有數百名日本留學生在港就讀，其中約50名為中大學生。其中部分日本留學生已經回國，餘下人員則將在日本領事館指引下前往安全地點避難。

#### 中大學生會申禁警入校令被拒
中大學生會會長蘇浚鋒向法院申請禁制令，禁止警方在沒有搜查令或按法例准許下進入中大校園，以及在沒有中大校方要求下，於校園使用「群眾處理武器」，余若薇、楊岳橋、何俊仁、譚俊傑等人為代表律師，答辯方為律政司。
蘇浚鋒表示，警方行動影響同學日常生活，「有意無意」走進中大範圍，濫用暴力及胡亂發射催淚彈，導致校園植物著火，危害同學安全。他又批評警方率先挑釁同學，更在昨日談判中多次違反承諾，包括在撤離期間突然噴射顏色水，同學憤怒不無原因。蘇浚鋒希望申請禁制令能阻止警方進一步傷害中文大學校園，以及要求尊重中大作為高等學府的學術自由和價值。蘇浚鋒舉例，於11月12日早上，警察曾一度進入至夏鼎基球場旁邊，但當時並未有示威者聚集。
11月13日晚上，高等法院拒絕頒布臨時禁制令，並即時拒絕申請人的上訴申請。高等法院法官陳嘉信指，警方是根據《警隊條例》進入校園維持社會安寧，而根據《公安條例》，警方有權阻止或驅散在中大附近的非法集會，警方有必要進入校園處理中大二號橋發生的暴力事件，故拒絕頒布臨時禁制令，中大示威者一方需支付警方法庭費用。其後，有示威者不滿法庭判決而在法院外放火，但未造成重大損傷。

### 11月14日 曙光行動

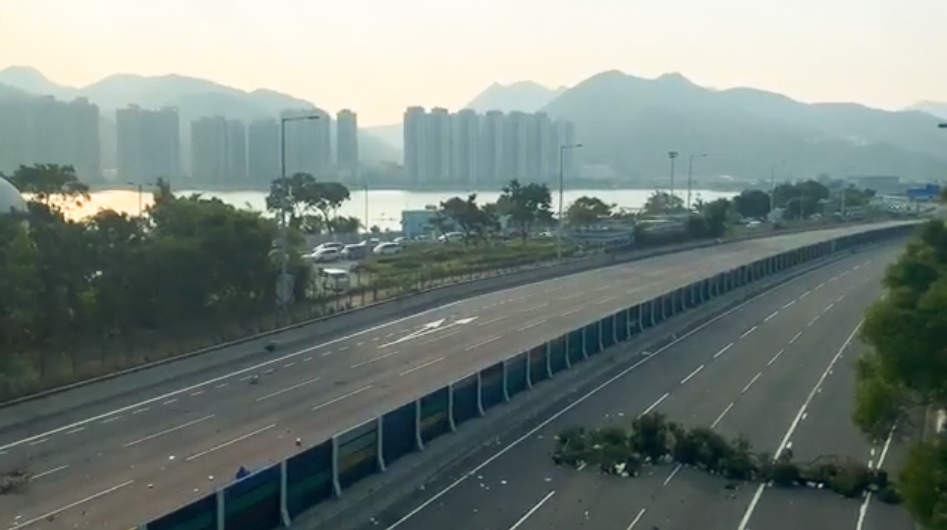
早上的吐露港公路設路障，有人鋸樹堵路

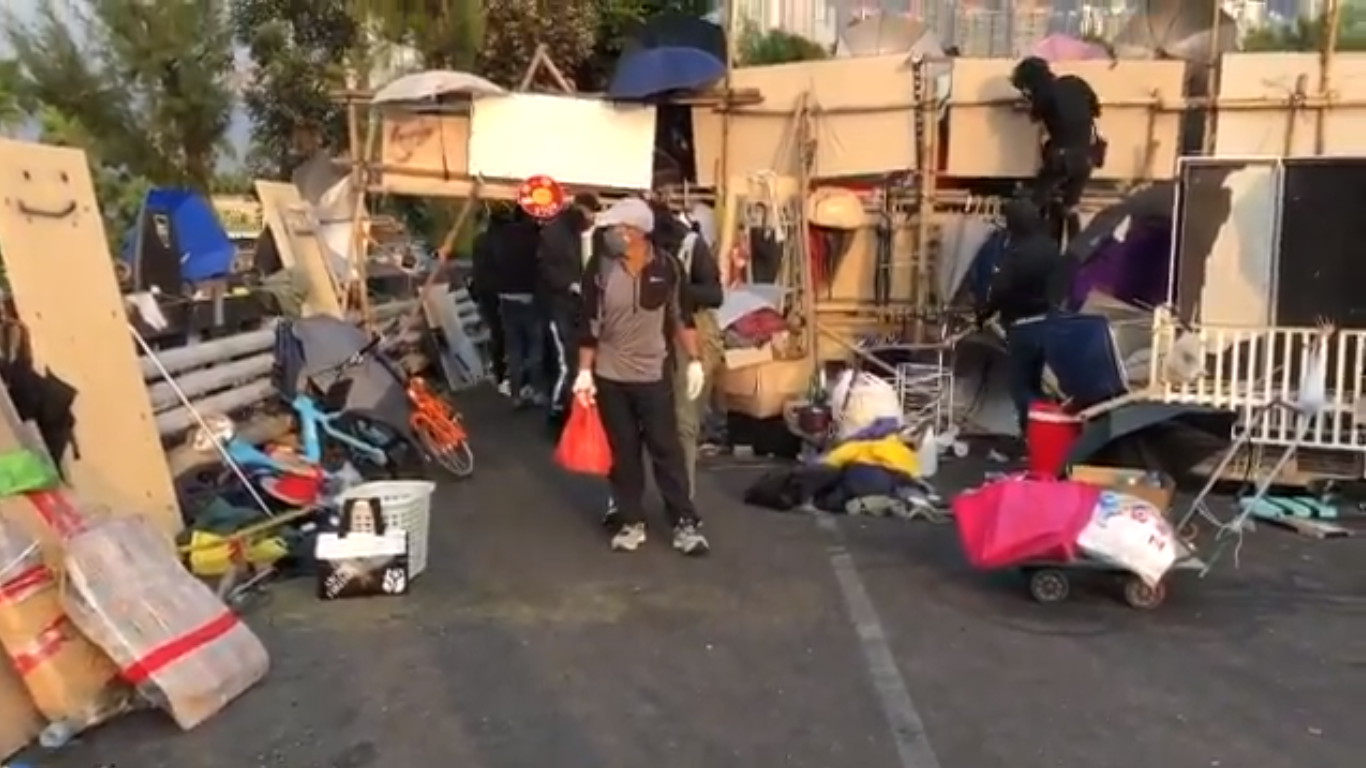
香港中文大学二号桥上所設立的一个出入口關卡，示威者嚴格检查进出入校园人士的随身物品，以防止敵對共产勢力混入校园陣地進行滲透及情報蒐集等顛覆活動

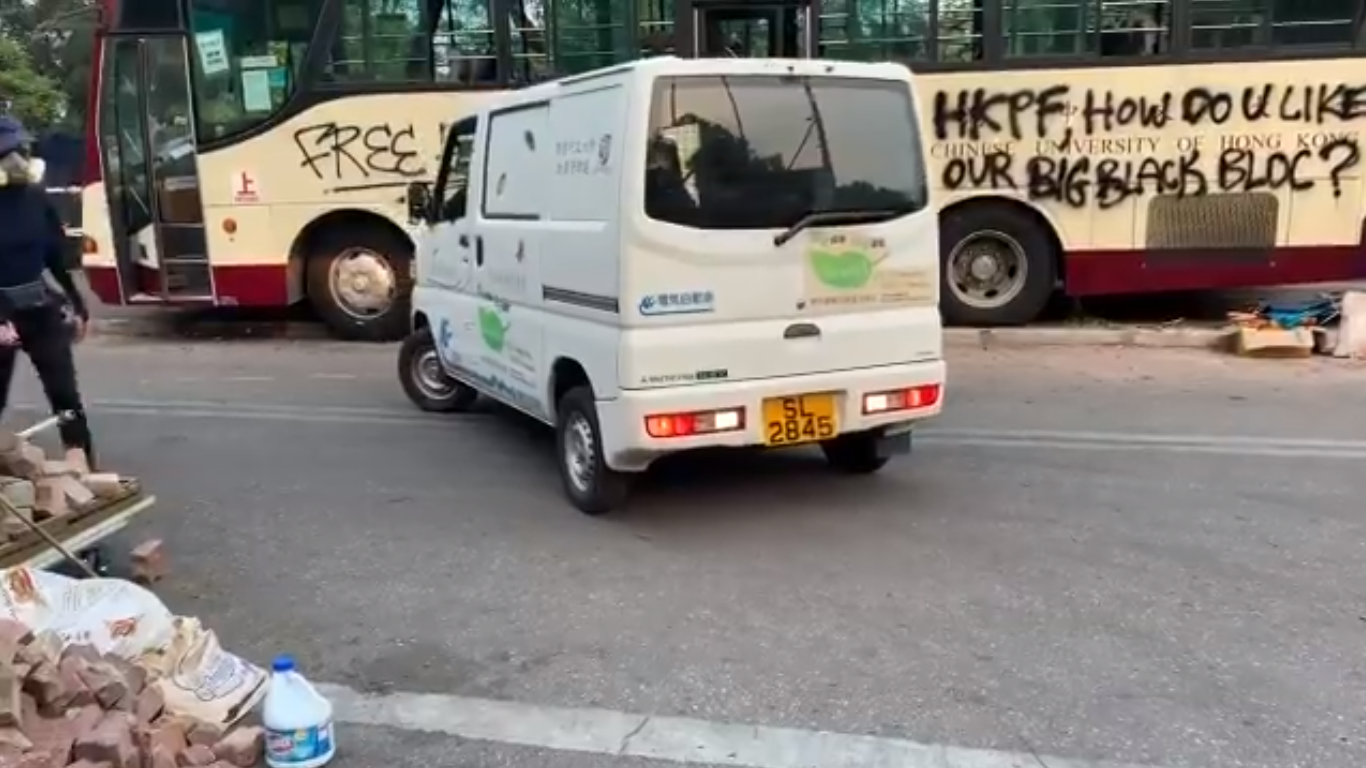
校園內的各类校内车辆均已被示威者征用，校巴士充当临时休息站，电动小客车用来运送补给物资，中型巴士被佔領者用作輸送作戰物資及反政府武裝力量

#### 吐露港公路續被堵
大批中大學生留守中大，以防警方攻入大學。示威者亦繼續於吐露港公路設路障，有黑衣人鋸樹堵路。另外不時有市民步行至路障前，向示威者提供糧水，黑衣人亦有上前接收物資及道謝。

#### 中大被示威者接管
由於中大二號橋成為學生防守要道，有黑衣示威者在二號橋近科學園道設關卡，進入者需要在寫有「CU入境」的木板下，接受搜隨身袋及褲袋等檢查。有自稱「中大入境處」的「職員」接受《蘋果日報》訪問時承認是來自其他大學的學生，在「二號橋之戰」中響應號召來中大支援，並表示設關卡是要防範卧底警察進入中大。
《明報》指出示威者部分行徑惹來中大師生憂慮或不滿，包括有駕駛校巴的人既沒出示駕駛證，且駕駛時車輛左搖右擺，恐釀成交通意外；亦有蒙面人禁止或限制救護、消防或運載超市食品的車進入校園。有中大高層人員表示，混集本校生及外來者的黑衣人基本上接管校園，校長段崇智亦已離開中大改往其他地方辦公。據高層了解，大學與各書院昨午取得共識，決定勸師生暫離，但不會高調稱為「撤離」，免觸動示威者神經。《星島日報》更是形容校園被不知名黑衣蒙面示威者「接管」，陷入「無政府狀態」，不見任何職員及保安。
中大學生會會長蘇浚鋒表示，知悉校園內有非中大人行徑惹員生不滿的問題，現時已與不同團體討論方案跟進事件。學生會亦召開全民大會，與學生討論未來行動。

#### 無綫新闻摄影师被示威者截劫
同日，有示威者要求在中大採訪的親共媒體無綫新聞的攝影師交出攝錄機的記憶卡，否則便砸掉攝影機，最終攝影師被迫交出。無綫電視新聞部對相關行為予以譴責，指相關行為嚴重干預新聞及採訪自由。記協發出聲明譴責，指行為嚴重干預新聞及採訪自由，要求有關人士立即交還記憶卡及停止該做法。

### 11月15日 旭日行動

#### 吐露港公路重開
凌晨3點，三名示威者在二號橋見記者，表示經商討後願意釋出善意，開放吐露港公路南北各一行車線24小時，並向近日受交通影響的市民致歉換取政府承諾不取消、不延期11月24日的區議會選舉。不過有前線示威者不滿，認為有關區議會選舉的訴求偏離運動爭取的五大訴求，於重開公路前再舉行記招，要求政府24小時內承諾釋放所有被捕者、成立獨立調查委員會。
中大學生會在凌晨5時許發表聲明指出，知悉該三名示威者有關開放行車線等行動計劃，過程中有提出相關質疑，學生會謹遵「無大台」之行動原則，尊重前線決定，但並無出席記者會及發表共同聲明。學生會強調，從未知悉及同意有關區議會選舉等相關行動訴求，亦沒有學生會成員出席。
早上6點，示威者搬開雪糕筒等雜物，容許車輛駛入橋下開放的南北各一行線，並順利通車，不過从照片看来，路面上仍然滿佈雜物玻璃碎等，同时警方封路，通車不久後隨即中斷。最終，吐露港公路的南北各一條行車線在中午12時20分左右恢復行車。政府發新聞稿時，稱吐露港公路惡意堵塞將近60小時。警方聲稱暴徒宣布開放道路後，路面上仍然滿佈雜物玻璃碎等，嚴重威脅道路使用者的安全，更有「暴徒」繼續用弓箭、硬物等指嚇外判工作人員，嚴重威脅他們的人身安全，因此未有在清晨貿然開放吐露港公路。

#### 警批校方無力管理 中大成兵工廠
11月15日下午4時，警察公共關係科總警司謝振中表示，過去暴徒在部分大學校園內造成更大破壞，校內設施成為練靶場，校巴等車輛被用作運汽油彈，有人設檢查站不准部分傳媒進入。多間大學被改造成暴徒基地、罪惡溫床，大學已成為香港最危險的地方，暴徒佔據接管校園，用作製造汽油彈及武器的兵工廠，令大學成為暴亂的橋頭堡。大學管理層不能完全游說學生，亦管不到校園及校內暴徒。

#### 校長促外人即時離開中大
中大校長段崇智於11月15日發出呼籲，表示大学强烈谴责“有人”从二号天桥向吐露港公路投掷杂物的不负责任的行为。他認為目前校內大多人並非中大生，考慮到校內出現縱火、校巴被盜用、校內建築被毀或佔據，甚至有人從校外運物資入大學製造汽油彈等情況；而周三起進出大學者更要被蒙面示威者搜查及出示身份證明，形容中大已被蒙面示威者佔領，情況完全失控及不可接受，要求所有外來人士即時離開中大，否則會尋求相關政府部門協助。

#### 政府拒絕回應訴求後示威者再堵路
由於政務司司長張建宗表明不會答應中大示威者的任何要求，表示因為這會將香港市民福祉作為要脅，政府立場確保安全、公平、公正、誠實，真真正正公平、誠實、安全的環境進行選舉。反而示威者不破壞，問題就不存在。因此中大示威者在晚上7點40分左右重新於吐露港公路來回唯二的行車線堵路，交通恢復7小時後再被切斷。

#### 留守人士開始撤離

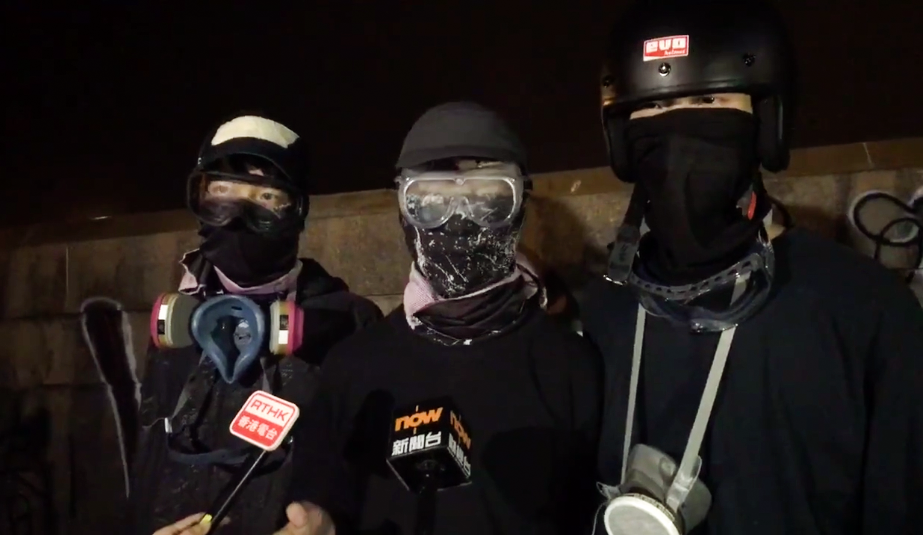
凌晨的二號橋記招其後引起在場示威者鼓譟，認為未得大部分校內示威者得悉

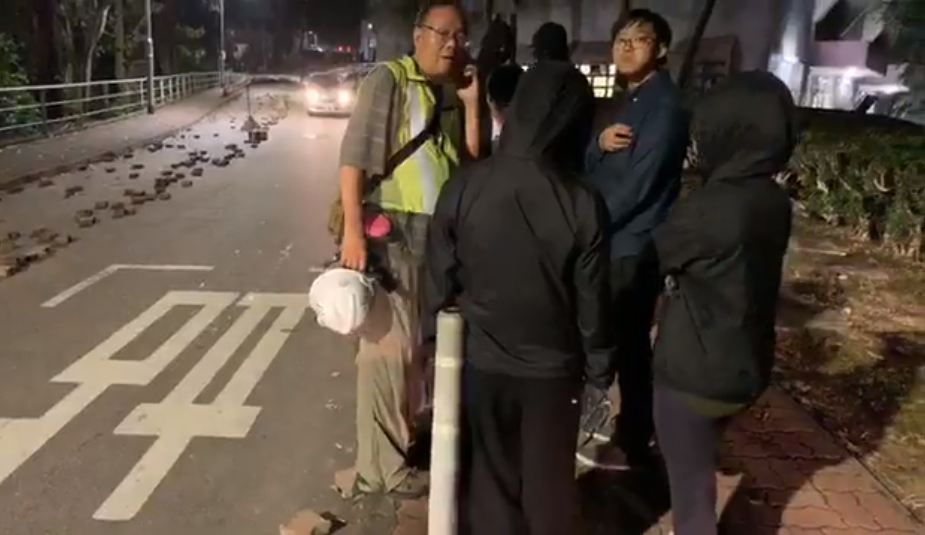
前中大學生會會長張秀賢到中大

凌晨的二號橋記招後，在場有示威者鼓譟，斥原有記招並未得大部分校內示威者得悉，便貿然倉促舉行。有連日留守中大二橋的示威者表示，他們凌晨討論重開行車線時，一直要求是以兩條行車線換取政府釋被補者及成立獨立調查委員會，從沒提及區議會選舉；有理工大學學生表示很灰心，決定離開稍作休息。當日下午，中大二橋仍然有幾十名黑衣人留守，不過人數大幅減少，有人開始撤走物資。現場可見，中大不少地方留下大批物資，有大樓外全部都是醫療用品。
入夜後，二號橋一帶持續有人呼籲其他人撤離。新亞書院院方亦決定於下午9時半前強制關閉新亞所有宿舍。並呼籲學生離開宿舍前將門窗鎖上，帶走個人貴重物品，離開時請注意人身安全。校方亦派出兩輛巴士，撤離所有中大師生到沙田。
晚上9時許，中大二號橋橋頭一輛示威者停泊的車輛懷疑被示威者意外點火，其後傳出至少二十下爆炸聲，火舌有兩層高，冒出大量濃煙。據悉該車上放置了不少爆炸品及汽油彈。有消防員到場撲救。
晚上10點前，所有示威者已經撤離二號橋。

### 後續
11月16日，所有清理路障及雜物過後，吐露港公路在中午完全開放。晚上至凌晨，政府使用石墩封閉二號橋，防止吐露港公路再次被堵塞。
11月19日，香港警方召开记者会。会上，警察公共關係科總警司郭嘉銓表示，称警方于18日於中大校內搜獲3900枚汽油彈，成为反修例运动以來搜獲最多汽油彈的案件。而校內亦有危險品倉庫被盗窃，包括近100公升的濃硫酸、濃硝酸。
11月20日起，香港中文大學啟動校園實施出入管理措施，師生出入校園需出示「中大通」，校友則須出示校友圖書證或校友信用卡以證明身分。管理措施終止日期會另行通知。
11月22日，香港中文大學官网发布消息，称经评估，自25日起恢复运作。

## 法庭提堂

### 中大二號橋衝突暴動案
事件中，5名中文大學學生11月11日被警方拘捕，經律政司商討後，控以暴動和在非法集會時使用口罩蒙面等4罪，11月13日於沙田裁判法院提堂。到11月12日再有5名示威者被捕。
控方指，於11月11日，5人於在中大環迴東路近「二號橋」，與其他不知名者參與暴動；以及身處非法集會中，無合理辯解下利用口罩蒙面。一女被告另被控管有攻擊性武器或其他適合作非法用途的工具，即一把螺絲批和一個槌子頭；一被告被控管有一把士巴拿。
5名被告暫毋須答辯，控方申請將案件押後8星期，以待警方進一步調查，包括檢取錄影片段及錄取證人口供。不反對被告保釋，惟要求法庭頒布宵禁令。
署理主任裁判官決定准5人以5,000元現金保釋。但一女被告因處於同年8月25日的荃葵青遊行中涉嫌非法集結罪被警方保釋期間犯案，須由其母親另以5,000元作人事擔保。所有被告要遵守宵禁令、每周到警署報到3至4次、不准離港及須居於報稱地址。案件押後至2020年1月8日再訊。
1月8日，沙田裁判法院再訊。5被告以新學期新上課時間及兼職工作等為由，申請更改保釋條件，但控方以控罪嚴重為由反對被告更改保釋條件。控方透露警方已取得搜查令檢取被告手機作調查，另要比對涉案的工具及指模等，申請將案件押後至3月以待警方再作調查及索取律政司意見。
最終裁判官押後案件至2020年3月5日再訊。批准保釋條件更改為減少到警署報到次數，若有變更留宿地址需於3小時前通知警方及新增中大宿舍的住址，亦獲延遲宵禁令生效時間至子夜12時；但不批准一被告新年外遊離港申請及擴大宵禁令的逗留地點為整個中文大學等要求。
由於5人不認罪，經審訊後裁定罪名成立；2021年10月19日由區域法院暫委法官張潔宜宣判，其中女被告因不認罪、不悔罪，且在非法集結案保釋期間再犯本案，較其餘被告加刑2個月，被判囚4年11個月；其餘4人被判囚4年9個月。
張潔宜判刑時指，雖然沒有證據顯示眾被告當日在首3次暴動發生時在現場，惟事情經過媒體廣泛報道，眾被告必然清楚情況，但仍身穿深外衣物及攜及護具到場，明顯有參與或鼓勵他人參與的意圖。而涉案暴動若非一直有人加入不會歷時了1個多小時，故此判刑時不應只考慮眾被告參與了的第4次暴動。涉案暴動規模不大，只有數十人參與，期間警方多次警告，示威者仍不肯散去，更揚言會向警方使用武力。眾被告身穿黑衣、面罩及手持雨傘，符身在現場，明顯有備而來，欲逃避法律責任。當日現場共發生4次暴動，示威者在1個多小時內共擲了23枚汽油彈，而眾被告參與的第4次暴動雖只歷時了2分鐘，示威者卻投擲了5枚汽油彈，張官同意控方所指「簡直是一個戰場」。另汽油彈必然會對環境造成損毀，雖然沒有證據顯示當日有造成人命傷亡，惟其中的潛在風險不能忽視。此外，雖然沒有證據顯示眾被告在暴動中有帶領角色，但暴動的刑責不單在其個人行為，而在整個群體所做的事。
判刑最重女被告符凱晴的發表陳詞，重申自己行為並無後悔，亦沒有說話要向法官閣下求情，因為我並不認同法例本身，亦不覺得自己有做錯的地方。簡單而言，我不認為這是合理的判決。香港的法律可以重新詮譯，非由人民認可甚至模糊不清，法律只是政權用以規範人民行為的不流血暴力手段，而法庭也不是一個彰顯公義的地方。這裏只會流於表面地關注社會秩序，並不會著眼社會撕裂的根本原因。本人已不再相信香港的司法制度，再高級的法庭亦不見得會聆聽異見者的聲音。如果法庭聽畢本人以上的言論，認為可以用重判形式令本人從而後悔及反省，那便悉隨尊便。

### 中大二號橋衝突暴動案第2分案
警方起訴3男1女，2020年5月7日在沙田裁判法院提堂。
21歲陳姓中文大學4年級生，24歲李姓理工大學二年級生，18歲張姓IVE一年級生，23歲鄧姓中文大學六年級生，各被控1項暴動罪，控罪指稱他們於去年11月12日，在香港中文大學二號橋及環迴東路一帶，與一黃姓嫌疑人及其他不知名者參與暴動。另陳姓被告、張姓被告及鄧姓被告同時被各加控1項在身處非法集結時使用蒙面物品，包括護目鏡及防毒面具連濾罐；而張俊浩則另被加控1項藏有攻擊性武器罪，即一個能發出雷射光束的裝置。各人暫毋須答辯，案件押後至5月29日，處理轉介其他法院的事宜，其間各人獲准以5,000元至1萬元、不得離港、每周到警署報到等條件保釋。
2021年4月末，4名學生被控在中大「二號橋」暴動的案件在區域法院開審，法官李慶年裁定四人表面證供成立。其中第三被告張俊浩表示當日為畢業禮，自己原計劃與就讀中大高級文憑的姐姐拍照。不過他到達中大後才發現典禮取消，而自己也是第一次到訪，不想立即離開，因此跟從人群走入校園其他地方。他在二號橋看到警方舉旗曾打算離開，不過其後發生催淚煙後無法找路，之後一名女子向他遞上防毒面具，並為他洗眼。不過洗眼期間遇上警方追捕，最後在逃跑時仆倒被制服。控方直指被告講大話、虛構。
到2021年7月21日，法官李慶年裁定4人罪成。20歲IVE男學生第三被因被指直接施行，暴動和違反禁蒙面法罪成，判囚4年半。而25歲的中大女畢業生被告被法官認為她選擇逗留現場13分鐘，認為是與示威者同一陣線。雖然沒證據顯示她有使用暴力，不過因暴動和違反禁蒙面法罪成，判處監禁3年9個月。而23歲中大男畢業生因違反禁蒙面法罪成，被判囚2個月。其中25歲的中大女畢業生之後向高等法院申請定罪上訴許可，指法庭沒有仔細考慮她自辯稱熱愛文學創作、因好奇到現場觀察，可以獲取「臨場感」。不過上訴庭法官彭偉昌反駁，更形容原審結論「無懈可擊」，拒絕其上訴許可申請。法官更警告上訴人若沒有理據再申請上訴，會因為浪費法庭時間而須加監。而案件中有兩人（22歲中大生和25歲理大生）被裁定暴動罪名不成立。律政司不服決定，以「案件呈述」方式提出上訴，在2022年11月10日在區域法院，就上訴文件字眼與原審法官李慶年商議。其中中大生缺席聆訊，據了解他已離港。庭上透露律政司爭議點，包括原審是否過份顧及控方缺乏針對被告環境證據、忽略被告衣著裝備等。案件將在高等法院上訴庭處理。
5名中大生經審訊後被裁定於二號橋及環迴東路一帶參與暴動等罪成，判囚4年9個月至4年11個月。案中4人就定罪或判刑提出上訴，但遭上訴庭即日駁回，維持原判。上訴庭法官彭偉昌、潘敏琦及彭寶琴於2023年9月20日頒下判詞解釋。就一人提定罪上訴，申請方認為原審無法排除他僅短暫旁觀、純粹路過或者是記者。上訴庭批評說法是「毫無根據的臆測」，投訴難以成立，無合理可辯的上訴理由。至於另3人提出刑期上訴，上訴庭指涉案暴動在同一地點爆發持續性騷亂，目標單一明確，完全反映參與者的執意和高度契合。雖然本案沒有警員受傷，但示威者有相當高強度的暴力，原審以5年作量刑基準實不為過。

## 爭議

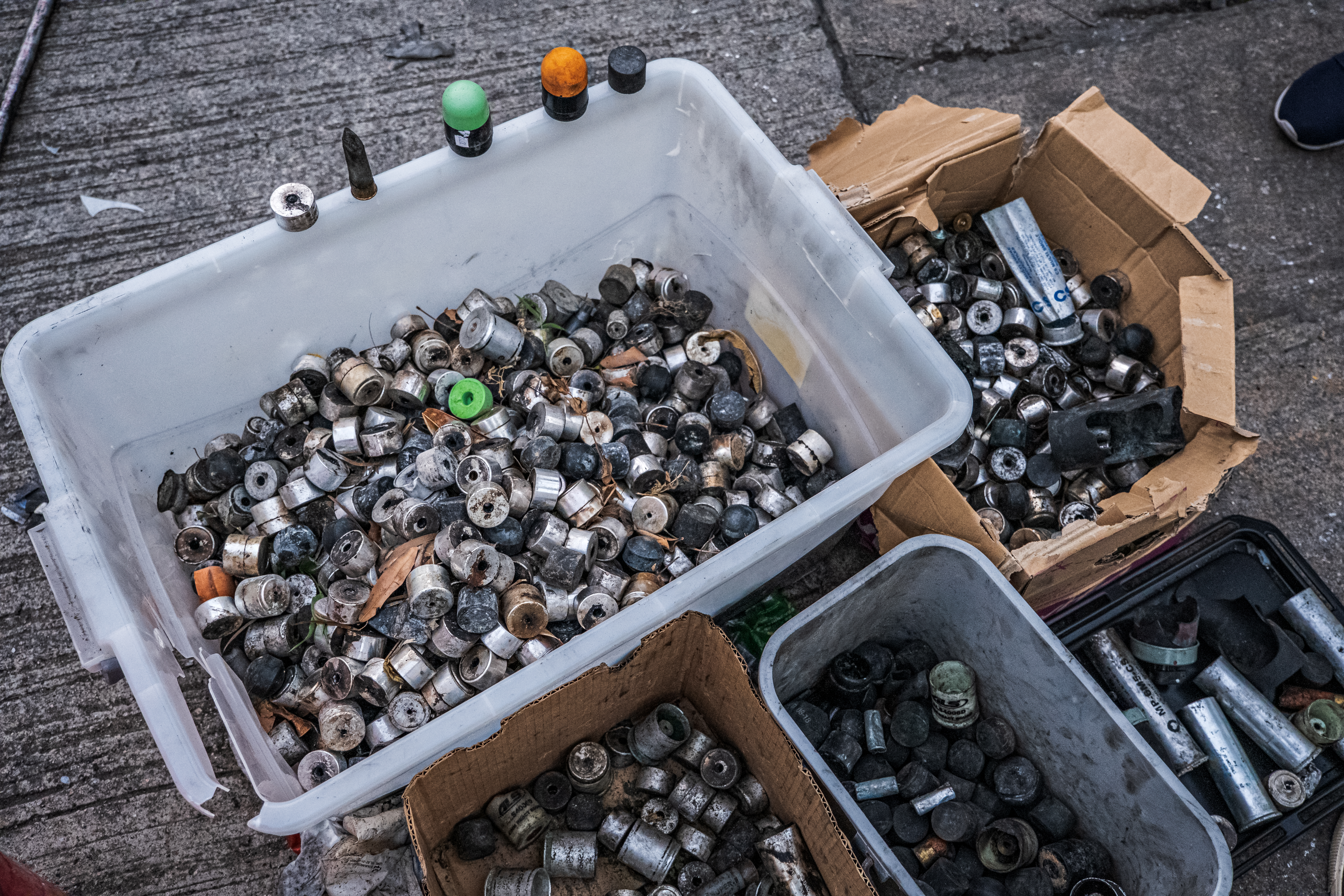
示威者收集到過百枚催淚彈殼

### 二號橋用地歸屬問題
根據中文大學校方稱，二號橋屬於「政府用地」，而段崇智亦稱是「公共地方」。但學生翻查中大所在的沙田市地段第437號地契，指出二號橋由中大管理。立法會議員朱凱迪亦指出，香港中文大學是由政府批出的私人土地，即二號橋橋口已經不是政府用地。

### 警察進入校園範圍問題
記者會上警察公共關係科高級警司江永祥，聲稱學校在《公安條例》下「並非私人地方」，指大學為公眾地方而非「罪犯避風塘」，警察有權進入校園執行職務，又認為如果有人自首，可能是「最好的結局」。不過，前警務處處長曾偉雄亦曾於立法會議上直指「香港大學當然是一個私人地方」，兩人口徑有不一之嫌。

### 警察違反停火協議問題
警方被指曾四度違反與校方高層達成的「停火協議」；但警方在記者會上指出，是示威者先破壞協議，向公路投擲雜物及向警方投擲燃燒彈。另有人於衝擊後在校內檢獲2,356枚彈殻，為香港史上警方同日使用催淚彈數目之最。
| 時間  | 停火協議                                                                       | 最終結果                                                                             |
| ----- | ------------------------------------------------------------------------------ | ------------------------------------------------------------------------------------ |
| 16:00 | 中大傳訊及公共關係處處長張宏艷與警方商討後，警方同意將防線推後至二號橋更亭。   | 警方突然增援，示威者隨即築起路障應對，最終警方發射催淚彈。                           |
| 17:00 | 中大校長與警方討論後，警方同意將防線推後，但必須承諾示威者不再投擲物件至橋下。 | 校長行至二號橋，有示威者持電鋸及燃燒彈步向警方防線，最終警方發射催淚彈。             |
| 21:20 | 中大副校長向警方表示已經與指揮官達成協議，要求前線停火。                       | 防暴警員繼續發射催淚彈，部分在副校長附近爆開。                                       |
| 21:56 | 警方在Facebook宣布正在安排撤退。                                               | 警方再次發射催淚彈，更用水炮車向學生發射藍色催淚水，並指學生在警方離開期間攻擊警員。 |

### 催淚煙與生態環境及社區衛生問題
警方在衝突發放多達逾二千枚催淚彈，當時正吹西北風，煙霧飄向馬鞍山和沙田馬場一帶。有化學工程師相信催淚氣體的微粒有機會擴散至該處。希望政府部門可以進行化驗。而中大學生在11月14日於中大聯合書院內發現大量雀鳥屍體，死因與催淚煙有關。

## 反應

### 香港本地

#### 警方
11月13日，警方見記者，交代中大衝突：
- 警方表示「二號橋」行動只有一個，就是防止有人投擲雜物於吐露港公路，表明完全無任何意圖進入任何其他地方。
- 而校長步向警方時，有「暴徒」手持汽油彈及電鋸隨後，故警方別無選擇使用武力。
- 衝突地點對比140公頃中大校園，只不過是一個小小的地方。
- 對於警方保護公路反而被市民指責，警方稱心情十分難受。
- 質疑大學是否要變成孕育「暴徒」的兵工廠。
- 質問中大校長段崇智「對唔對得住新界區既居民？（能否對得起新界區的居民？）」

#### 中大校方
11月11日，段崇智校長透過政府聯絡警方負責人，呼籲警方執行任務時冷靜克制，而大學職員亦努力勸籲同學離開現場。由於現場氣氛再度緊張，大學保安處代表再次與警方溝通，勸籲雙方保持克制，最終情況緩和下來；校方呼籲各方克制，讓校園回復寧靜。有中大教職員批評學校沒有措施，亦沒有勸喻警方離開，認為警察濫用暴力失控，理解學生激烈行為。
11月13日傍晚，中大宣佈「即時取消」本學期在校本部的大學部及研究生部課程，直到2020年1月6日下學期開始。而本部以外地方進行的教與學活動，如醫學院的臨床課堂及在中環美國銀行中心進行的課堂，有關學系或學院將另行作出宣布。大學將成立特別小組處理第一學期科目評核以及學習支援的詳細安排。
11月15日，段崇智發表聲明，指有人從大學連接科學園路出入口附近的二號橋上向吐露港公路投擲雜物，意圖堵塞道路。大學對上述危害人命的不負責任行為，予以強烈譴責。過去數天，有為數過千的蒙面人士因應網上號召來到中大，校方相信當中大部分並非中大學生，場面極度混亂。之後校園發生更多違法事件。有人更從校外運輸物資入大學以大量製造汽油彈。大學實驗室內部分危險品及易燃品亦被盜去。段對於大學被利用為進行違法行為的場所，對公眾安全構成嚴重威脅表示極度遺憾。校園遭受的大規模破壞，估計復修需時以月計。

#### 中大舊生
有崇基學院舊生發起聯署，認為校長段崇智縱容學生在校園大肆製作汽油彈，中大被冠以「暴大」貶稱，要求中大校董會主席梁乃鵬罷免段崇智。

#### 國際學術界
英国非政府组织香港監察發起了學術界聯署，讉責香港警察的暴力行為，並促請香港政府捍衛學術自由以及成立獨立調查委員會。參與的知名學者包括諾姆·杭士基、齊澤克、朱迪斯·巴特勒、扬尼斯·瓦鲁法基斯、羅拔·彼得·佐治和史迪芬·平克。

#### 政界
民主派發出聲明，呼籲國際及各界賢達向掌權者施壓，救學生於水火，避免六四重演。聲明批評警方在二號橋布防挑動學生情緒，無意協商，截斷校園內所有物資，強攻中大，不斷開槍，造成不少學生受傷。民主派對行政長官林鄭月娥打壓市民和學生的手段表示痛心，呼籲學生要注意生命安全，保護自己及同伴。
建制派的自由黨榮譽主席田北俊於Facebook上公開反問政府：「中大有無必要要搞成咁？警察可唔可以先撤？」（中大有否必要弄成這樣？警察可否先撤離？），又指不想中大變天安門廣場。中大校友、工聯會立法會議員何啟明指，學生向吐露港公路擲物，影響公眾安全，警方進入校園執法是合情合理。他批評中大校長段崇智處理不周，無法控制學生，又提到立法會財委會將審議中大興建教學大樓撥款，若校方未能保障大樓學生安全，撥款未必容易通過。

#### 商界
身兼中大聯合書院校董的港視董事會主席王維基，於Facebook公開發表文章，呼籲「中大人，回中大，保中大，抗警暴」；有照片攝得他戴上防煙面罩現身中大。

#### 法律界
大律師查錫我反駁警察指中大校園並非私人地方的說法，警方不可因懷疑有人使用武力入校，並建議各大院校為校園申禁制令。

#### LocoBike樂區踩
由於公路遭到阻塞，中大對外交通幾乎被切斷。LocoBike樂區踩在當晚稱單車「系統故障」，所以大圍、沙田、火炭、馬料水、大埔一帶的單車可免費使用。

#### 渡輪業界
因應吐露港公路及東鐵於11月11日停用，使大埔及沙田之間的交通中斷，大埔三門仔有艇戶於11月12日下午起接駁乘客往來烏溪沙碼頭及大埔工業區梯台，每位收費100元。而香港科學園亦曾於11月15日日間安排臨時渡輪往來大水坑梯台及白石角梯台，免費供科學園員工使用。而民政事務總署於2019年11月15日宣布，為便利於大埔區及北區居住及工作人士的出入，政府於當日黃昏起安排了免費運輸服務，租用渡輪船隻往來烏溪沙碼頭及大埔工業區梯台及以非專營巴士往來大埔海濱公園大景街迴旋處至港鐵大埔墟站，至11月18日晚上結束。

### 香港以外地區

#### 中国大陆
中联办于11月15日发表声明，对无辜市民去世表达哀悼，严厉谴责极端激进分子的行为，坚决支持港府和港警依法严惩，彰显法治公义。

#### 臺灣
總統蔡英文於11月13日在 Facebook 發帖，指過去台灣也發生過軍警進入校園，濫捕學生、打壓自由的事件，慨嘆「台灣好不容易走出的黑暗，香港卻踏進去了」。她呼籲國際社會一定要站出來，關心香港失控的情勢。
中國國民黨立法委員、蔣經國的孫兒蔣萬安，14日凌晨於臉書發文表示，「香港的學生及年輕人，無懼港警強力鎮壓，為了捍衛自由與民主，向全世界發聲及吶喊，對於這樣的勇敢，我必須要給予最高的敬意。」並呼籲台灣政府要提供港人人道救援。

#### 美国
香港警察进攻香港中文大学事件以及随后包围香港理工大學衝突事件，导致曾经犹疑不决的參議院多數黨領袖密契·麥康諾快速推动通过香港人權與民主法案。
參議員約什·霍利表示，由中共所支持的香港特區政府的最新重大舉動就是派遣香港警察襲擊香港的大學。
旅美著名中国大陸异见政论家陈破空於11月13日在YouTube个人频道发声，大批军警冲击大学，严重程度前所未有；以为軍警狂攻中大，暗藏秘密企圖。

## 後續

### 實施校園出入管理措施

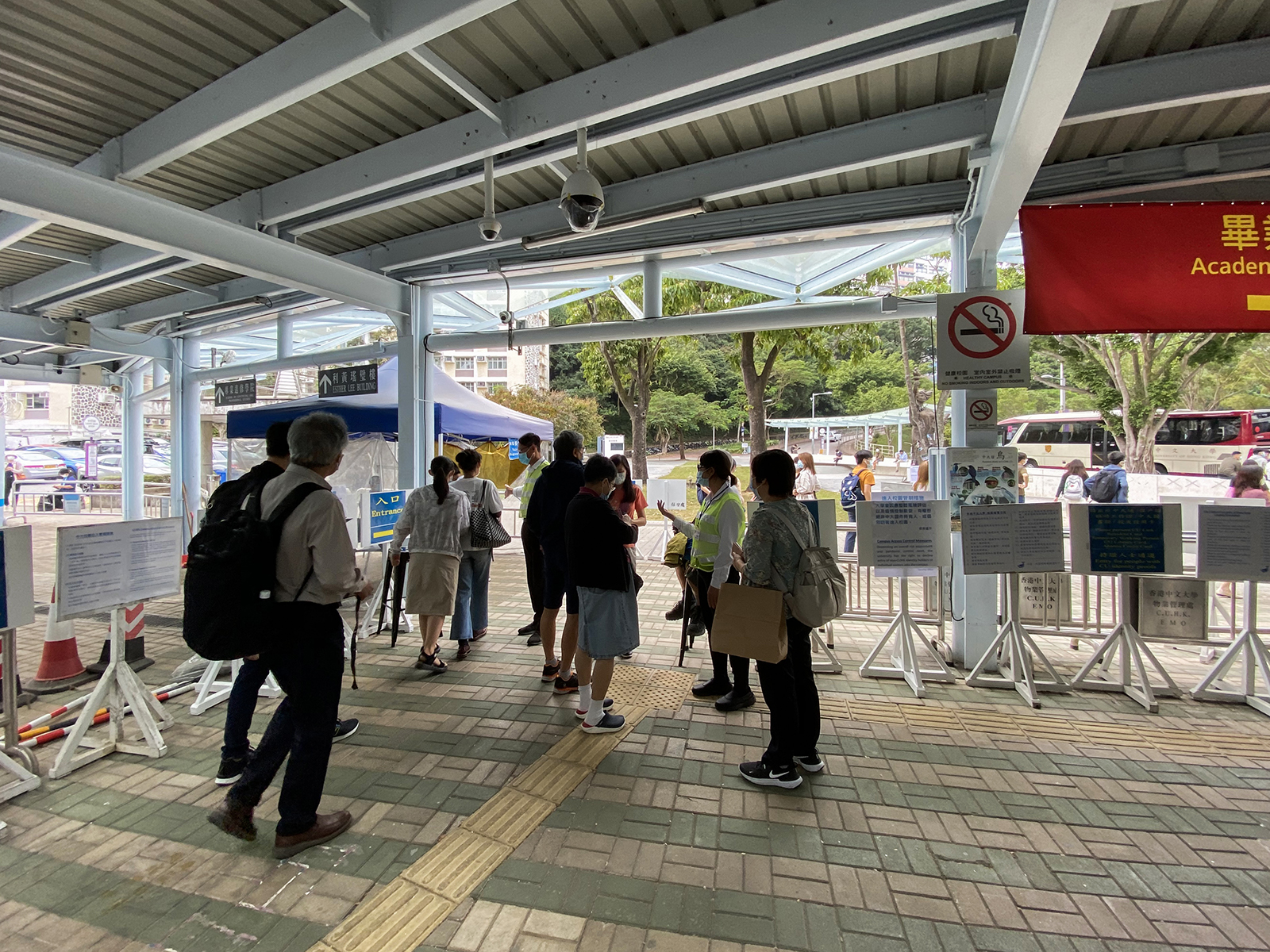
大學站出口設出入管理，公眾需要登記身分證明資料才能進入

衝突發生後，校方於2019年11月20日開始實施出入管理措施，車輛只可經由大埔道大學正門入口進出校園。而二號橋一直圍封至2020年4月28日才重開，並收窄為單線行車。而大學教職員及學生須出示「中大通」才能進入校園，校友須出示校友圖書證或校友信用咭以證明身分，公眾需要登記身分證明資料才能進入，並保留拒絕公眾進入校園的權利。

### 一周年活動

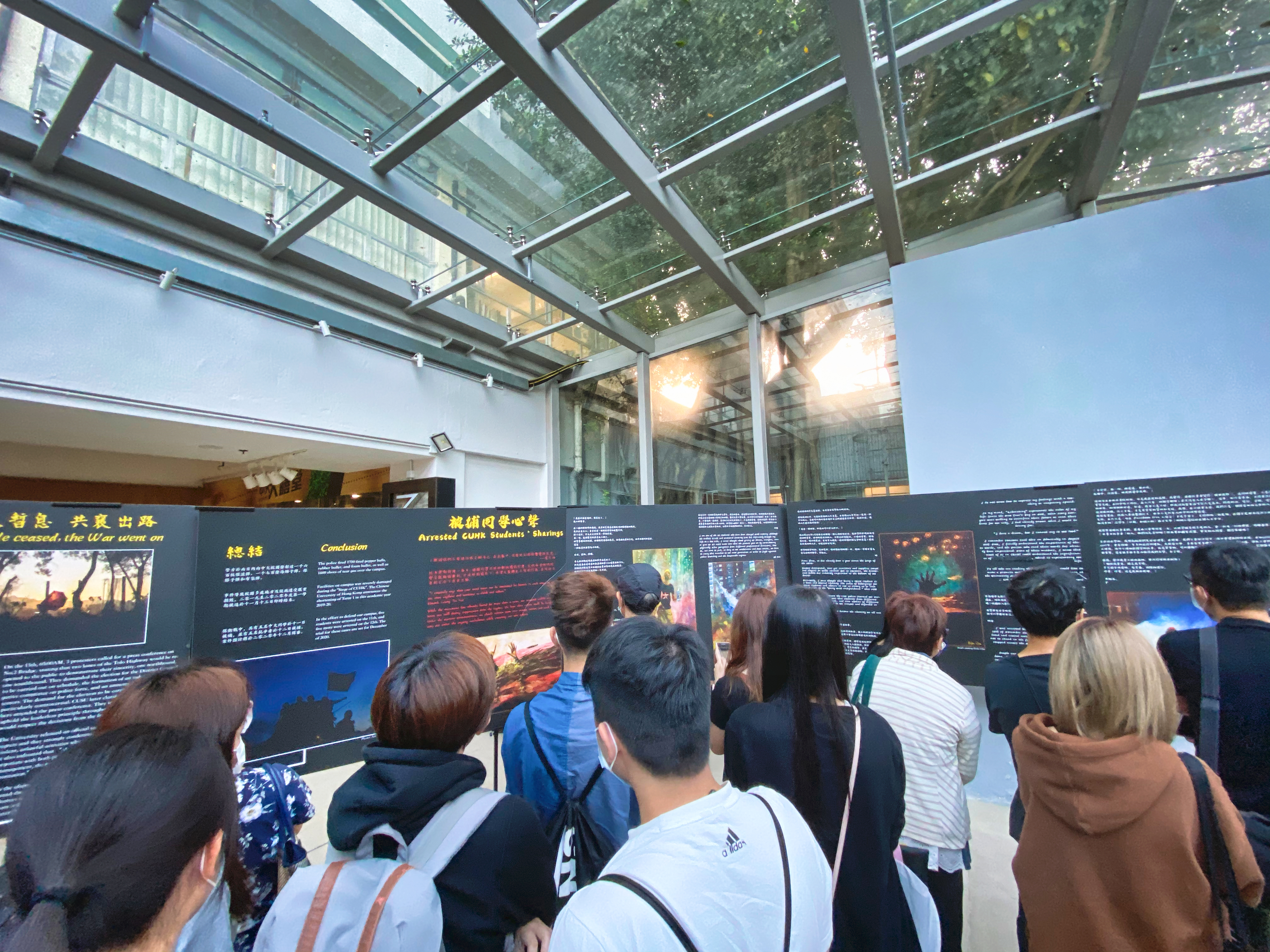
中大保衛戰一周年展覽吸引不少中大師生和公眾人士前來參觀

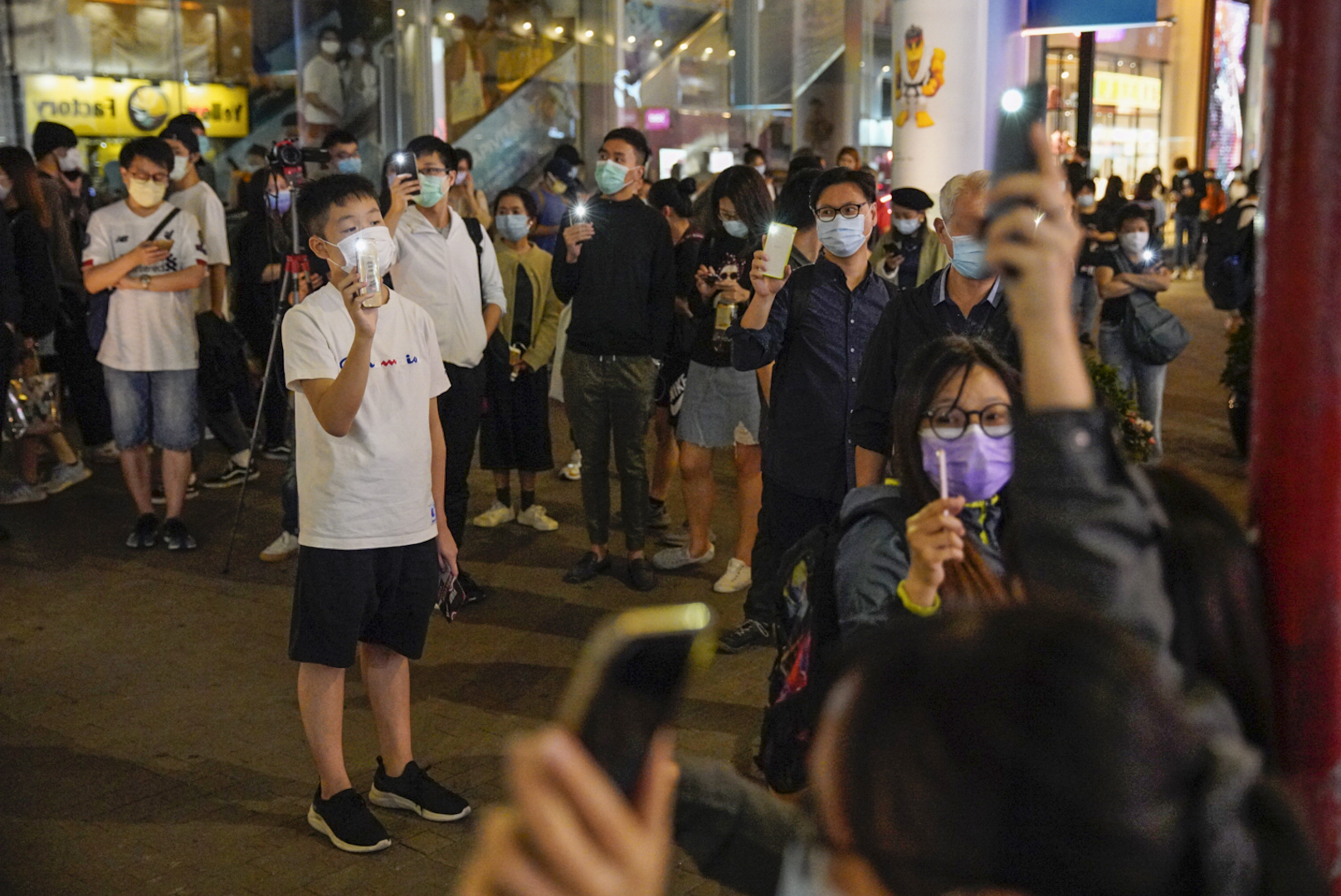
2020年11月11日晚上，旺角砵蘭街朗豪坊外有逾20名市民舉燈，紀念中大保衞戰一周年

2020年11月為「中大保衛戰」一周年。中大學生會發起在百萬大道旁的文化廣場舉辦展覽。不過校方指宣傳品涉嫌違法和不當使用頭像，促活動舉辦方立即修改或者移除宣傳品，以免違反《港版國安法》。最後為了讓展覽能夠如期進行，學生會無奈地在部分展版中遮蓋了敏感字句，例如「光復香港，時代革命」口號。而校方表示展覽對當日的事件作出偏頗的描述，表示極度遺憾。同時指大學有責任配合執法人員根據法例，進入校園調查和採取行動。中大學生會臨時行政委員會主席區倬僖對校方的反應感到意外，質疑校方有施壓。認為展覽目的是傳承歷史。展覽也吸引不少中大師生和公眾人士前來參觀。
另外，有學生在正門往巴士站的位置擺放展覽照片，一度被保安以不屬學生會管理範圍而阻撓。不過保安在下午清除展品。而「Lunch 哥」中學生David被校園保安認出，而不獲准許進入校園內，有中大學生更激動要求「Lunch 哥」離開。他其後報警求助，指自己被中大保安「非法禁錮」，要求警方到場。校園保安用錄影機拍攝記者及在場學生。警員到場後，向「Lunch 哥」解釋校方有權禁止校外人進入校園，最後David自行離去。

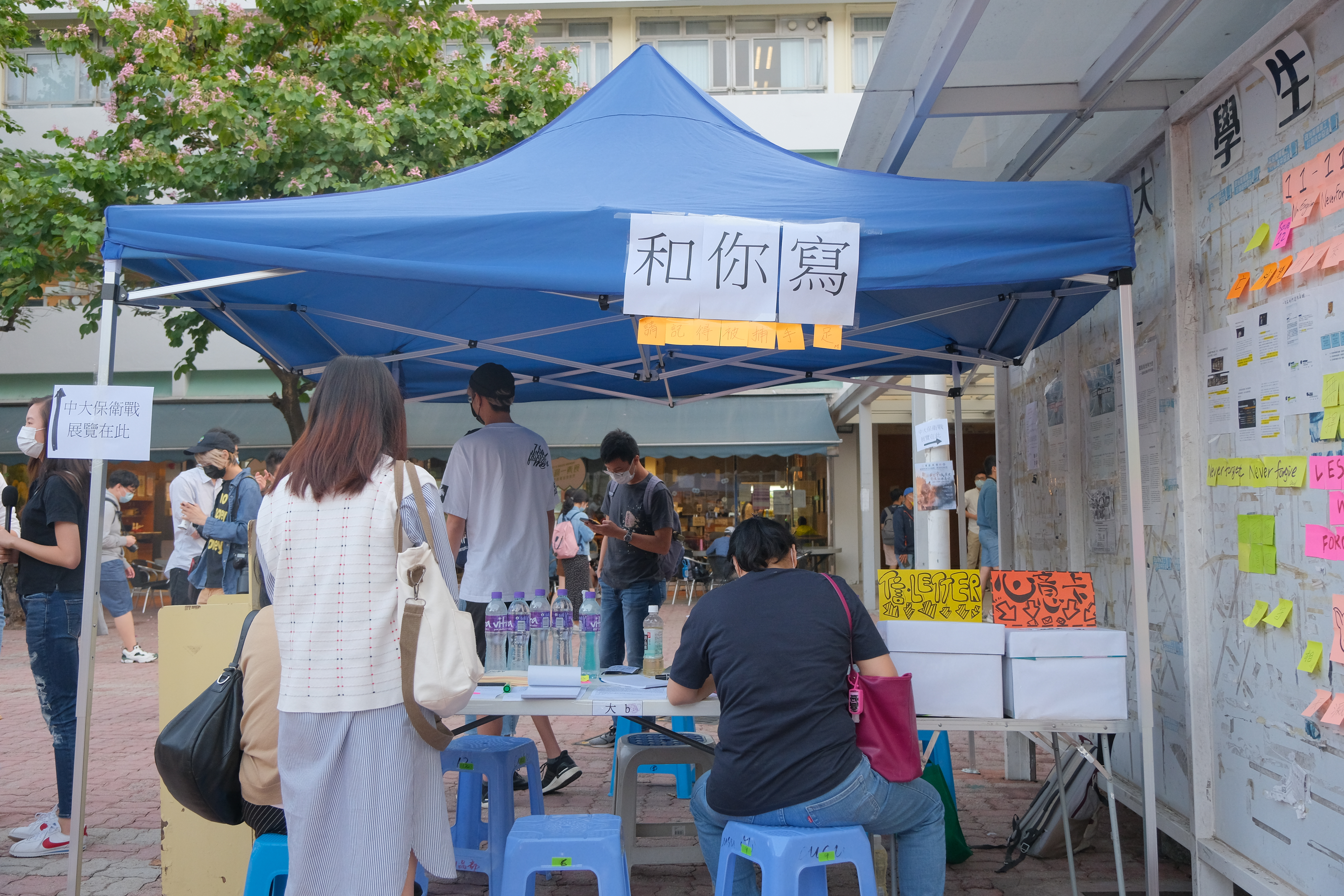
展覽旁設「和你寫」街站，讓學生寫下想對被捕手足想說的話
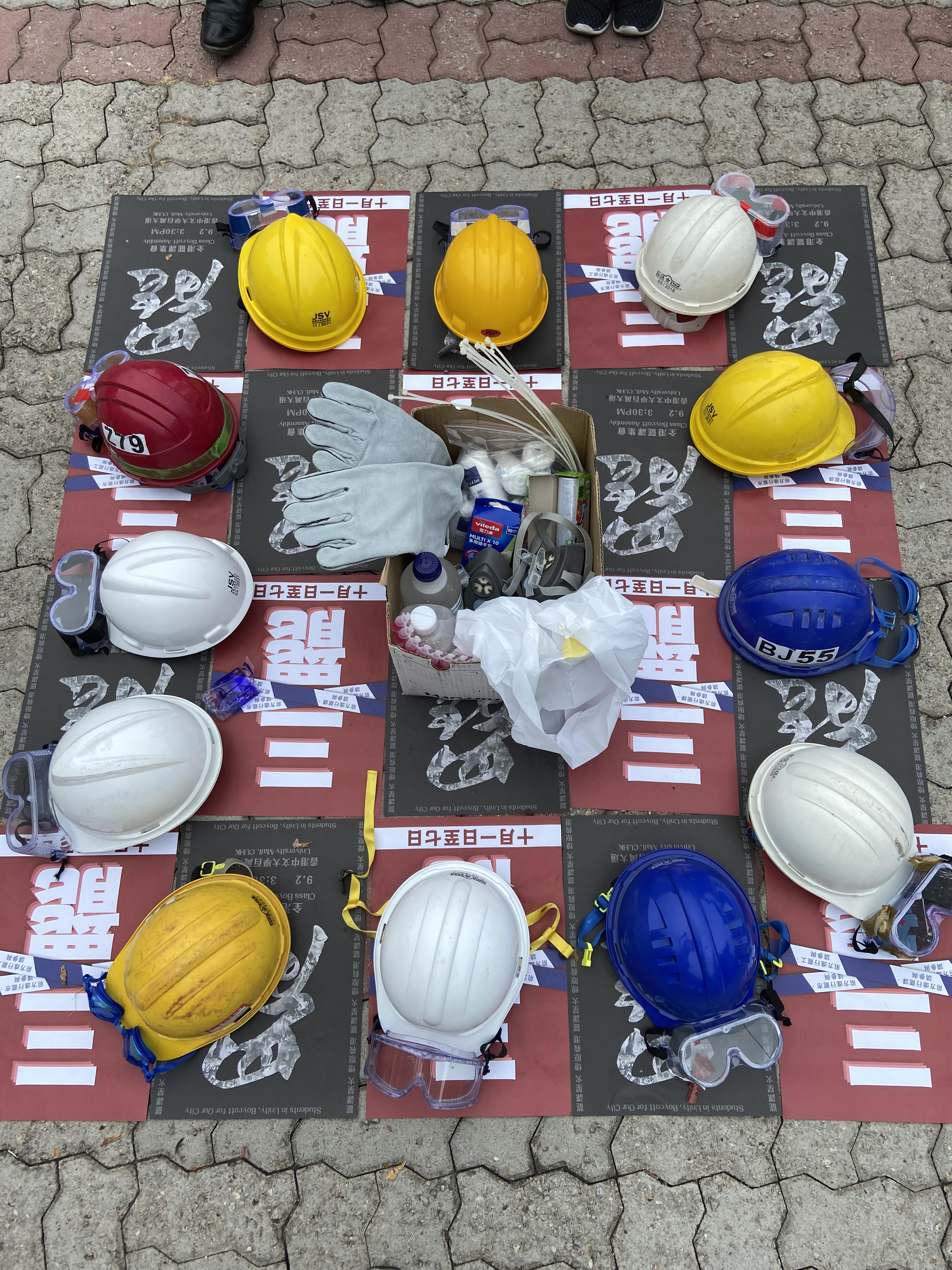
展覽擺放了示威者當時使用的工具
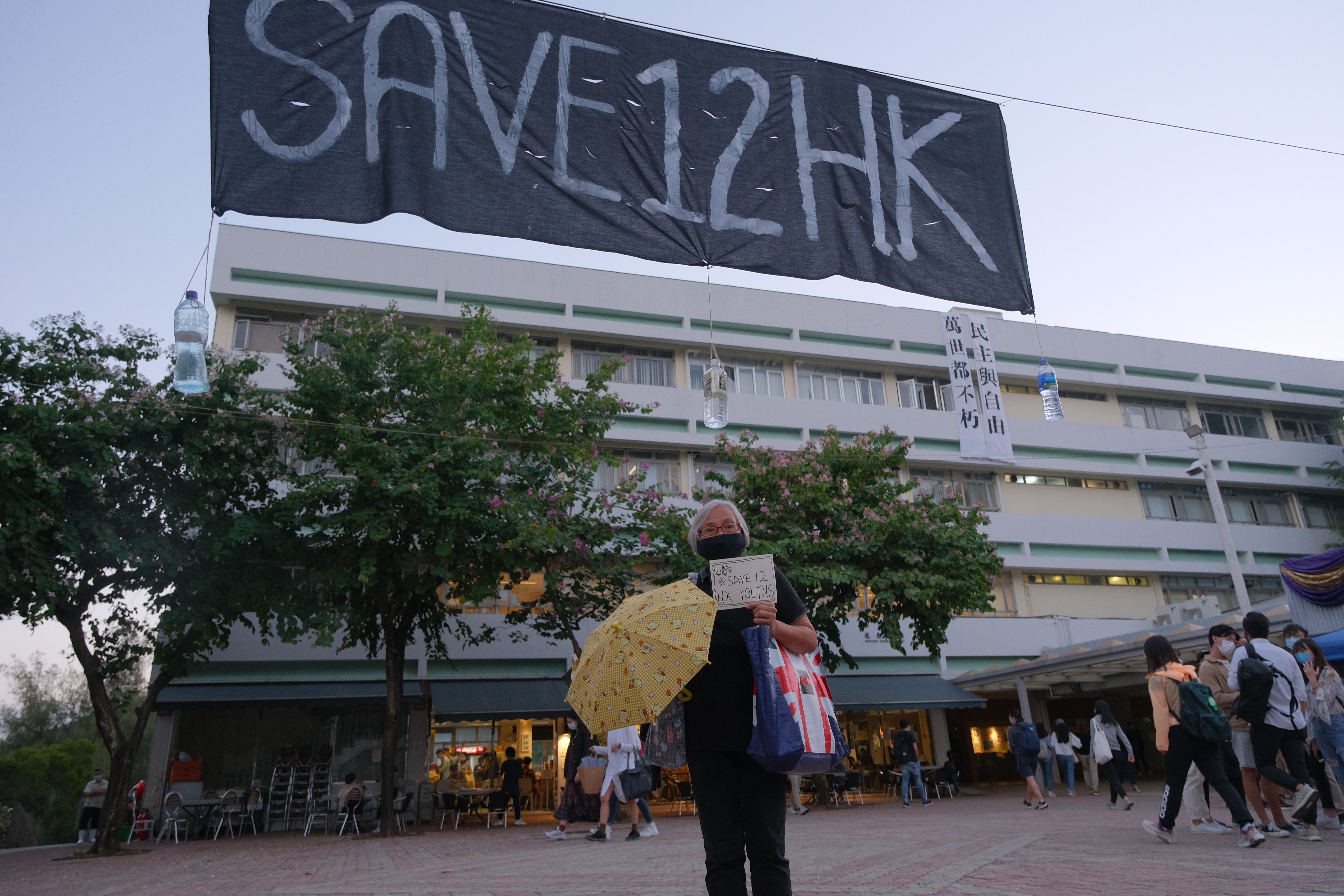
王鳳瑤手持黃雨傘和高舉保護12港人的標語
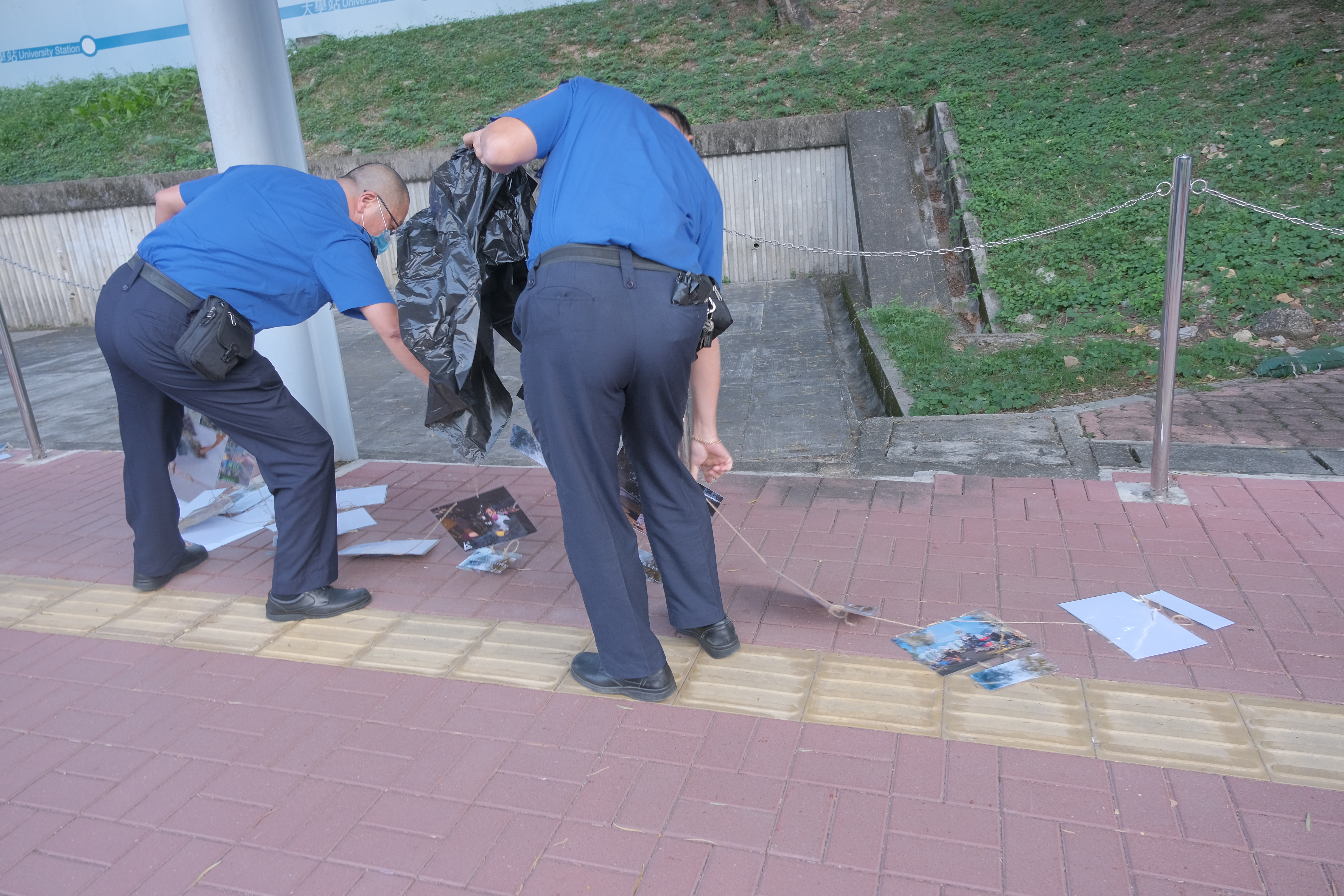
2020年11月11日下午，中大保安清除在正門往巴士站的位置的展品

另外，網民在11月11日晚上發起在沙田和旺角區舉行「築燈鏈 照中大」活動。在旺角砵蘭街朗豪坊外，有市民舉燈同合唱《願榮光歸香港》，到晚上近8時，有10多名軍裝警員一度到場，警告在場人士違反「限聚令」，並拉起橙帶及截查市民。到8時半有人大叫一聲「光時」口號後，警員隨即折返到朗豪坊外駐守。警員指王婆婆影響公共秩序，要求她收起展示的物品。同一時間要求記者退後。最後王婆婆離開警方封鎖線，警員在晚上近10時陸續離開。而沙田大會堂百步梯在晚上7時半有數名市民亦亮起手機燈光，王婆婆也一度到場。到10分鐘後，約10名軍裝警員到場，查看在場記者的記者證，之後在廣場一帶戒備，到晚上近8時45分才離開。